# Каруана, Фабиано
Фабиа́но Луи́джи Каруа́на (распространён вариант Фа́би, итал. Fabiano Luigi Caruana; род. 30 июля 1992, Майами, Флорида) — американский шахматист (ранее — итальянский), гроссмейстер (2007). Претендент на звание чемпиона мира 2018. Четырёхкратный чемпион Италии (2007, 2008, 2010, 2011), четырёхкратный и действующий чемпион США (2016, 2022, 2023, 2024). Победитель 42-й олимпиады в составе сборной США (1-я доска, +4-0=6).
Каруана родился в Майами 30 июля 1992 года в семье итальянцев, вырос в Бруклине. Играл за США до 2005 года, после чего в течение 10 лет выступал за Италию. Звание гроссмейстера получил в 2007 году в возрасте 14 лет, 11 месяцев и 20 дней, став одним из самых молодых в истории. В 2007 году выиграл свой первый чемпионат Италии, позже смог повторить успех в 2008, 2010 и 2011 годах.
В 2014 году выиграл Кубок Синкфилда, показав самый высокий перфоманс на элитном уровне — около 3100. В 2015 году снова стал играть за США, а спустя год выиграл чемпионат США. Выиграв Гран-при ФИДЕ 2014/2015, Каруана квалифицировался на турнир претендентов 2016, где занял 2-е место после Сергея Карякина.
В 2018 году победил на турнире претендентов, став первым американцем со времён Роберта Фишера (1972), кому это удалось. В преддверии матча 2018 года Каруана выиграл Баден-Баден 2018 и разделил 1-е место в Кубке Синкфилда, но проиграл матч Магнусу Карлсену на стадии тай-брейка, завершив все 12 классических партий вничью. Впоследствии Каруана прошёл квалификацию и принял участие во всех следующих турнирах претендентов (2020—2021, 2022, 2024).
В октябре 2014 года установил третий рейтинг ФИДЕ в истории (2844), занимая 2-е место в мире после Карлсена, в феврале 2020 года почти смог повторить рекорд — 2842. В ноябре 2018 года достиг рейтинга 2832 и отставал от рейтинга Карлсена всего на 3 пункта.

## Биография

### Детство и первые достижения

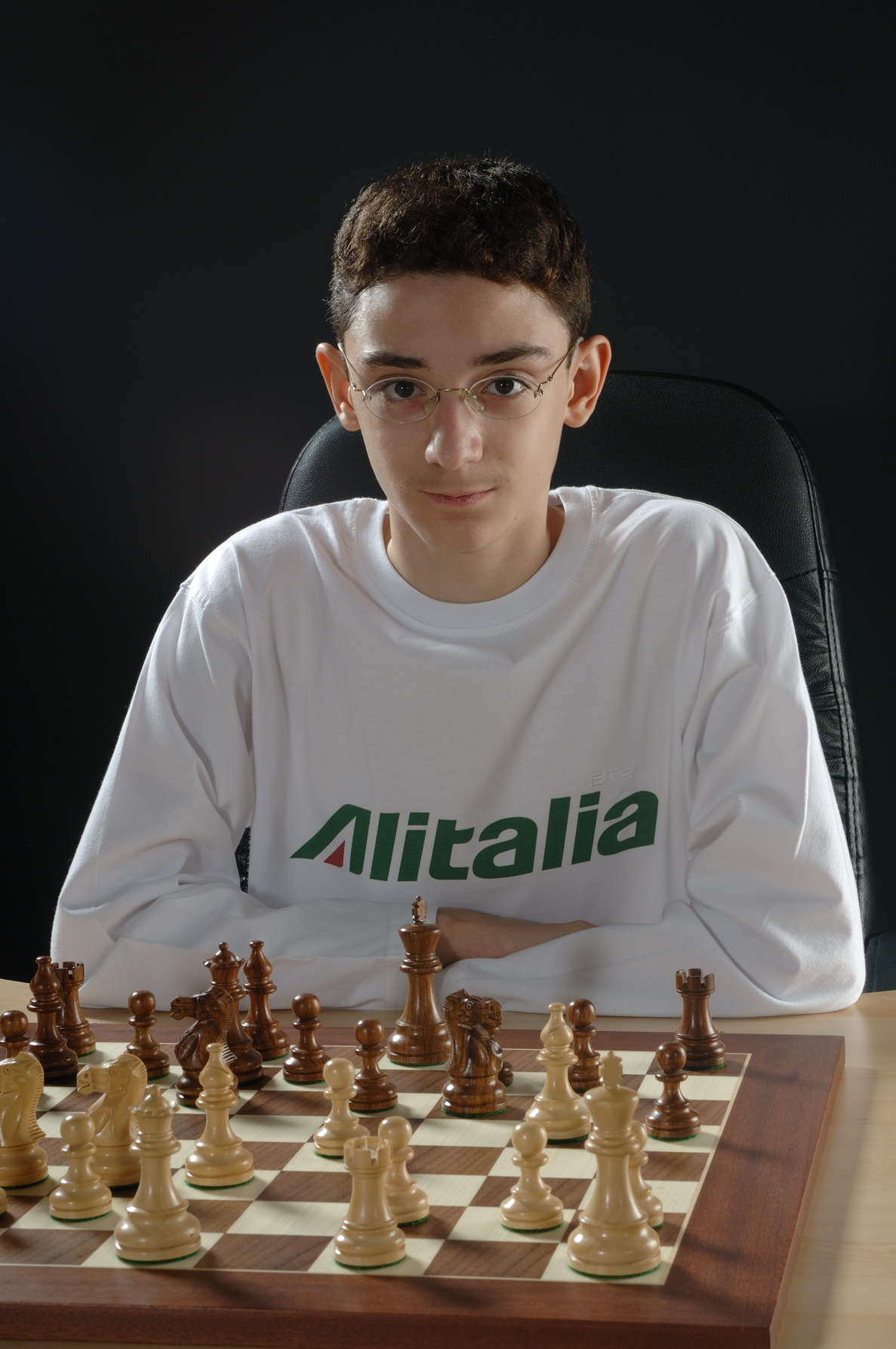
В декабре 2007 года

Итальянец по происхождению, Каруана родился в Майами 30 июля 1992 года, став третьим ребёнком в семье. Когда мальчику было 4 года, он с родителями — Лу и Сантиной Каруана — переехал в Бруклин. .
Каруана получил домашнее образование, в шахматы научился играть в 5 лет. Родители видели в нём необыкновенные способности и порой отказывались от личной жизни, чтобы создать хорошие условия будущему гроссмейстеру. Фаби занимался шахматами в клубе Сьюзен Полгар, в 5,5 лет принял участие в своём первом турнире. Потом Каруана стал часто играть во многих клубах Нью-Йорка. Первым тренером Каруаны стал национальный мастер Брюс Пандольфини. С 8 до 12 лет мальчик находился под опекой Мирона Шера.
Родители приняли решение переехать в Европу, хотя Каруана был против. На протяжении 10 лет он занимался с разными гроссмейстерами и играл в среднем по 100 партий в живые шахматы ежегодно. В 2004 году семья переехала в Мадрид, где Каруана тренировался у Бориса Злотника.

### Карьера
В 2007 году Каруана стал самым молодым чемпионом Италии в истории. Позже состоялся переезд в Будапешт для работы с Александром Черниным, Юрием Разуваевым и Александром Белявским. В том же году Каруана стал самым молодым гроссмейстером США в возрасте 14 лет, 11 месяцев и 20 дней, побив рекорд Хикару Накамуры (15 лет и 79 дней). Каруана держал национальный рекорд США до ноября 2014 года, пока его не побил Самуэль Севян (13 лет, 10 месяцев и 27 дней). Уже в то время Каруана был сильнейшим шахматистом Италии.
В феврале 2009 года, выиграв турнир Corus C 2008, принял приглашение на Corus B, средний рейтинг которого составлял 2641. В последнем туре делил 2-е место с Найджелом Шортом. В решающем туре Каруана победил и выиграл турнир с результатом +4 (8½ из 13) и перфомансом 2751.

В апреле 2009 года Каруана играл в командном чемпионате России за московский «Клуб 64», набрав 5 очков из 6, его команда заняла 2-е место. В мае играл за итальянский клуб на Кубке Митропы в Рогашке-Слатине, набрав 6 из 8 и выиграл индивидуальную золотую медаль на 1-й доске.

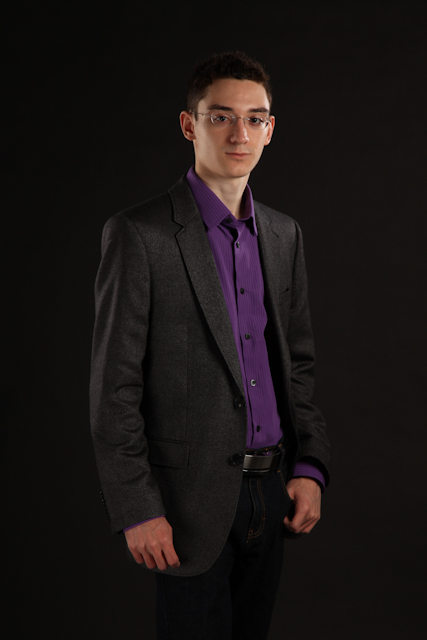
В 2012 году

В ноябре 2009 года принял участие в Кубке мира в Ханты-Мансийске. В первых двух раундах обыграл кубинских гроссмейстеров Ласаро Брусона (2619) и Леньера Домингеса, (2719), в третьем — Евгения Алексеева (2715). Проиграл в следующем раунде на тай-брейке Вугару Гашимову, который на тот момент имел рейтинг 2759 и занимал 7-е место в мире. По окончании турнира рейтинг Каруаны стал 2675.

В 2010 году состоялся новый переезд в Лугано для тренировок с Владимиром Чучеловым. В 2005—2015 годах Каруана, имея гражданство Италии и США, выступал за Италию. В 2015 году переехал обратно в США по своей инициативе.

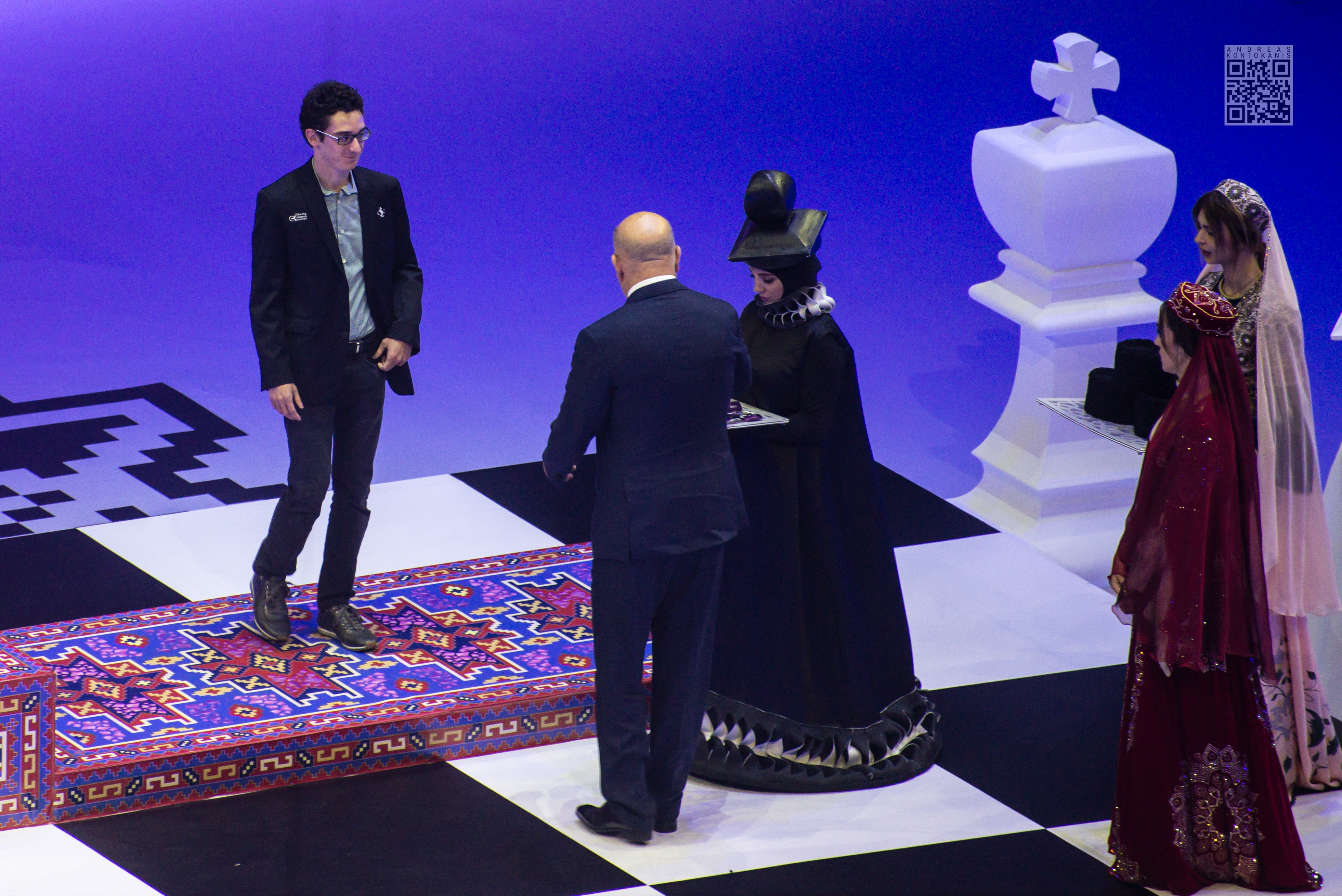
На Олимпиаде 2016

В 2014 году на Кубке Синкфилда выиграл первые 2 тура, а в 3-м — чёрными победил Карлсена. Впоследствии Каруана выиграл 7 партий подряд у шахматистов из первой десятки рейтинга ФИДЕ и обеспечил себе первое место за 3 тура до конца. Его перфоманс составил около 3100, после чего Каруана был признан в качестве потенциального претендента на звание чемпиона мира, способного сместить непобедимого Магнуса Карлсена. Позже он победил в общем зачёте Гран-при ФИДЕ, выиграв этап в Ханты-Мансийске и отобрался в турнир претендентов 2016.

На 42-й олимпиаде играл за сборную США на 1-й доске, став победителем в её составе. С отрывом в 1 очко выиграл чемпионат США, что дало ему путёвку на турнир претендентов 2016, где он занял 2-е место, уступив Сергею Карякину в решающем туре.

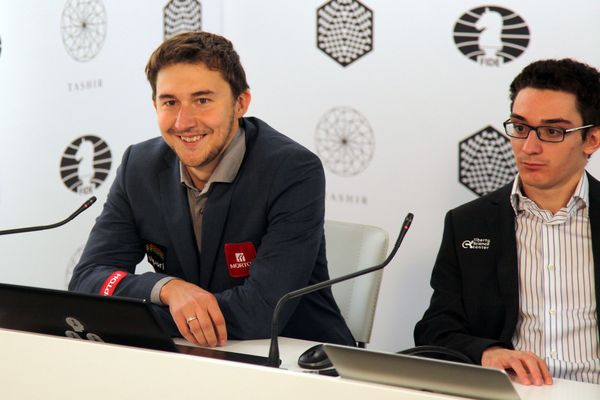
На турнире претендентов 2016 после поражения Карякину в решающей партии

2018 год стал самым лучшим для Каруаны. Он смог выиграть турнир претендентов и выйти на матч с Карлсеном. Каруана проиграл в 12-м туре Карякину, но выиграл две решающие партии у Ароняна и Грищука, опередив ближайших конкурентов — Мамедьярова и Карякина — на одно очко.
Затем Каруана победил на турнире Grenke Chess Classic, оставив позади Карлсена.
Занял 2-е место на чемпионате США, опередив главных конкурентов — Накамуру и Со. 1-е место с отрывом в пол-очка занял Сэм Шенкленд.
Перед матчем за звание ЧМ Каруана участвовал в Ставангере 2018. Он проиграл чемпиону мира в 1-м туре, но позже обогнал его и занял 1-е место в основном турнире, обыграв в драматической борьбе Уэсли Со.
Выступил на олимпиаде 2018 с результатом 7 из 10 (+4-0=6), показав перфоманс 2859. Перед матчем, в ноябре 2018 года достиг рейтинга 2832 и отставал от Карлсена всего на 3 пункта.
Выступил в первом круге турнира претендентов 2020/2021, набрав 3½ очка из 7 (+1-1=5). Во втором круге набрал 4 очка из 7 (+2-1=5). В сумме набрал 7½ из 14 (+3-2=9), закончив турнир на 4-м месте с результатом «+1».
Каруана выступил на турнире Большая швейцарка 2021, набрав 7½ очков из 11 (+4-0=7) занял 2 место и отобрался в Турнир претендентов 2022.

Выступил в турнире претендентов 2022, набрав 6½ очков из 14 (+3-4=7) с результатом «-1». Занял 5 место, хотя после первого круга был на втором с результатом 5 из 7 (+3-0=4).
Занял 3-е место на Кубке мира 2023 в Баку, что позволило ему отобраться в турнир претендентов 2024 года. На соревновании он победил чемпиона прошлого кубка Яна-Кшиштова Дуду и других гроссмейстеров.
Выиграл Кубок Синкфилда 2023 в Сент-Луисе с результатом 5½ очков из 8 (+3-0=5) и перфомансом 2892, впервые с июня 2021 года вернул рейтинг 2800.
Выиграл общий зачёт Grand Chess Tour 2023, сыграв во всех этапах. Набрал 46 очков из 52, что является самым высоким результатом в истории.
Выступил в турнире претендентов 2024, набрав 8½ очков из 14 (+4-1=9) с результатом «+3» и занял 4 место .
Фабиано Каруана боролся за выход в ТП 2026 через цикл ФИДЕ и в декабре победил в двух важных турнирах US Masters, а позже и в Saint Louis Masters. Благодаря этому уже  к концу года Фабиано победил в зачёте FIDE Circuit 2024, обогнав своего главного конкурента Арджуна Эригайси. Таким образом Каруана отобрался в Турнир претендентов 2026.
| Олимпиада      | Сборная        | + | − | = | Очки     | Ком. место | Инд. место | Перфоманс | Ист.   |
| -------------- | -------------- | - | - | - | -------- | ---------- | ---------- | --------- | ------ |
| Олимпиада 2008 | Сборная Италии | 7 | 3 | 1 | 7½ из 11 | 41         | 22         | 2696      | [ 47 ] |
| Олимпиада 2010 | Сборная Италии | 2 | 1 | 7 | 5½ из 10 | 21         | 17         | 2708      | [ 47 ] |
| Олимпиада 2012 | Сборная Италии | 5 | 1 | 3 | 6½ из 9  | 15         | 13         | 2722      | [ 47 ] |
| Олимпиада 2014 | Сборная Италии | 5 | 1 | 3 | 6½ из 9  | 52         | 9          | 2766      | [ 47 ] |
| Олимпиада 2016 | Сборная США    | 4 | 0 | 6 | 7 из 10  | Gold       | Bronze     | 2837      | [ 47 ] |
| Олимпиада 2018 | Сборная США    | 4 | 0 | 6 | 7 из 10  | Silver     | Silver     | 2859      | [ 47 ] |
| Олимпиада 2022 | Сборная США    | 3 | 3 | 4 | 5 из 10  | 5          | 18         | 2645      | [ 47 ] |
| Олимпиада 2024 | Сборная США    | 4 | 1 | 5 | 6½ из 10 | Silver     |            | 2777      | [ 47 ] |

### Матч с Карлсеном

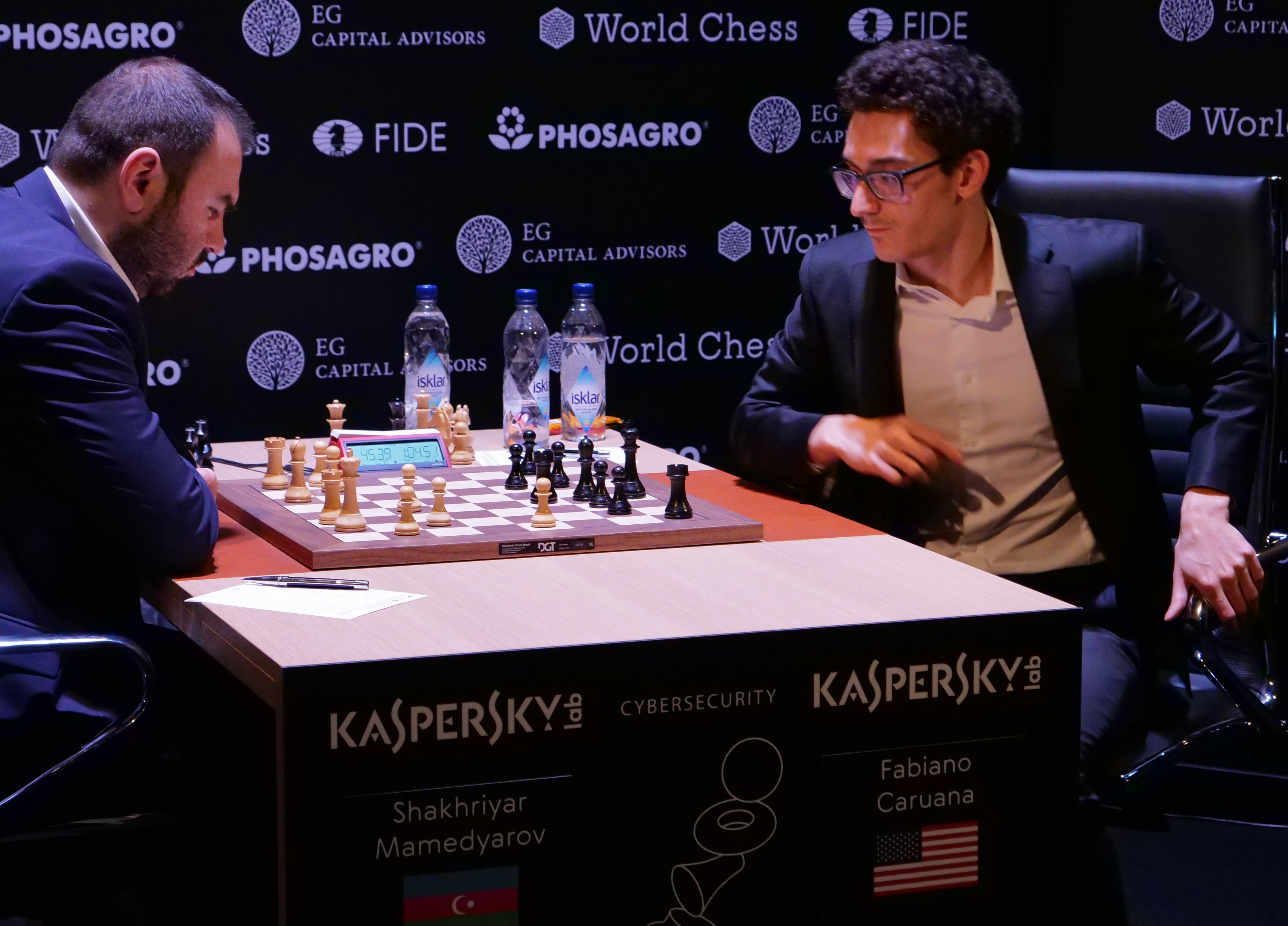
Партия с Шахрияром Мамедьяровым в 10-м туре ТП, 2018

Каруана был хорошо готов в дебюте, раннем миттельшпиле и планировании позиции (расчёте), в то время как Карлсен обладал высочайшими навыками в более простых позициях и быстрых контролях. На матче с Карякиным Карлсен, за 4 игры до конца, отставая от Карякина на одно очко, смог выиграть 10-ю партию, сравняв счёт, а затем без особых проблем выиграл на стадии блица.
Каруана сыграл матч за звание чемпиона мира с 9 по 28 ноября 2018 года. В первых пяти партиях Карлсен пробовал разные дебюты: английское начало, дебют ферзевой пешки, но все завершились вничью. В шестой партии белый цвет был у Карлсена и он сыграл е4. Каруана, как и ожидалось, выбрал русскую партию. Чемпион пошёл на редкую линию (после 1. e4 e5 2. Nf3 Nf6 3. Nxe5 d6, сыграл не Nf3, а Nd3), но Каруана оказался отлично подготовлен и легко уравнял позицию. Дальнейшая игра чемпиона мира привела к тому, что претендент захватил инициативу. Карлсен решил пожертвовать фигуру за две пешки на 44-м ходу и в будущем построил крепость. Ничья была зафиксирована на 80-м ходу.
Все 12 классических партий закончились вничью, что стало первым случаем в истории. В последней партии чемпион мира применил новинку, которую Каруана не ожидал. Карлсен мог зафиксировать ничью повторением ходов, однако рискнул и начал играть на победу. Вскоре Карлсен захватил инициативу, получил перевес по позиции и по времени, но на 31-м ходу удивил весь шахматный мир, предложив ничью.
Карлсен выиграл все партии тай-брейка со счётом 3—0 без каких-либо проблем.
На пресс-конференции оба шахматиста похвалили друг друга. По словам Каруаны, результаты подтвердили, что Карлсен — как сильнейшего шахматиста в мире. Стратегия Карлсена сыграть вничью в 12-й партии и выиграть тай-брейки оправдалась, как сам он подчеркнул на пресс-конференции.
Ничейная серия из 12 партий в классической части этого матча стала одной из причин для решения ФИДЕ продлить матч 2021 года Непомнящий — Карлсен до 14 игр.

## Стиль игры

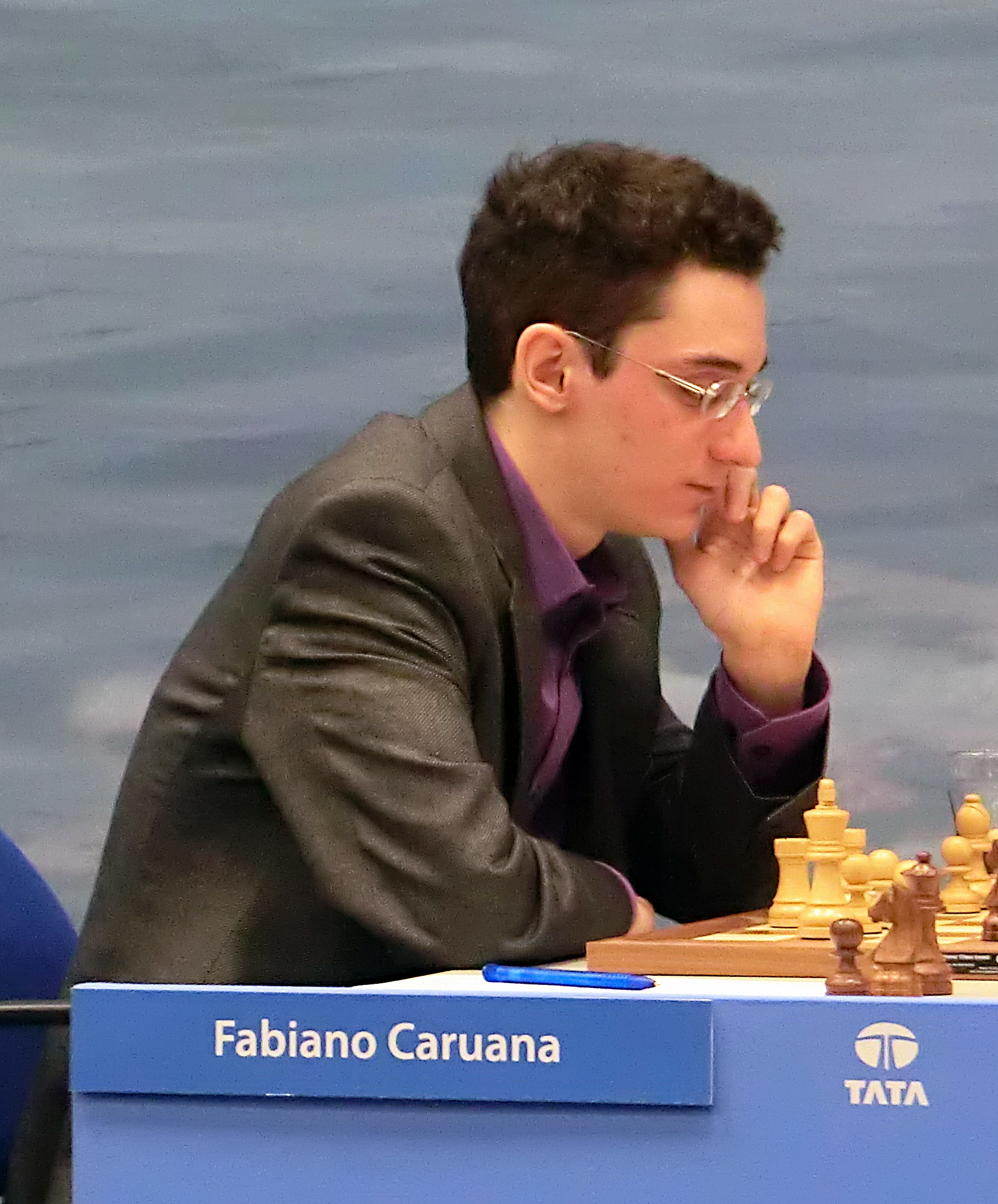
В Вейк-ан-Зее, 2013

|   | a | b | c | d | e | f | g | h |   |
| - | --- | --- | --- | --- | --- | --- | --- | --- | - |
| 8 | a8 чёрная ладья · b8 чёрный конь · d8 чёрный ферзь · f8 чёрная ладья · g8 чёрный король · a7 чёрная пешка · b7 чёрная пешка · f7 чёрная пешка · g7 чёрная пешка · h7 чёрная пешка · c6 чёрная пешка · f6 чёрный конь · e5 чёрная пешка · f5 чёрный слон · a4 белая пешка · b4 чёрный слон · c4 белый конь · d4 белая пешка · c3 белый конь · f3 белая пешка · b2 белая пешка · e2 белая пешка · f2 белый король · g2 белая пешка · h2 белая пешка · a1 белая ладья · c1 белый слон · d1 белый ферзь · f1 белый слон · h1 белая ладья | a8 чёрная ладья · b8 чёрный конь · d8 чёрный ферзь · f8 чёрная ладья · g8 чёрный король · a7 чёрная пешка · b7 чёрная пешка · f7 чёрная пешка · g7 чёрная пешка · h7 чёрная пешка · c6 чёрная пешка · f6 чёрный конь · e5 чёрная пешка · f5 чёрный слон · a4 белая пешка · b4 чёрный слон · c4 белый конь · d4 белая пешка · c3 белый конь · f3 белая пешка · b2 белая пешка · e2 белая пешка · f2 белый король · g2 белая пешка · h2 белая пешка · a1 белая ладья · c1 белый слон · d1 белый ферзь · f1 белый слон · h1 белая ладья | a8 чёрная ладья · b8 чёрный конь · d8 чёрный ферзь · f8 чёрная ладья · g8 чёрный король · a7 чёрная пешка · b7 чёрная пешка · f7 чёрная пешка · g7 чёрная пешка · h7 чёрная пешка · c6 чёрная пешка · f6 чёрный конь · e5 чёрная пешка · f5 чёрный слон · a4 белая пешка · b4 чёрный слон · c4 белый конь · d4 белая пешка · c3 белый конь · f3 белая пешка · b2 белая пешка · e2 белая пешка · f2 белый король · g2 белая пешка · h2 белая пешка · a1 белая ладья · c1 белый слон · d1 белый ферзь · f1 белый слон · h1 белая ладья | a8 чёрная ладья · b8 чёрный конь · d8 чёрный ферзь · f8 чёрная ладья · g8 чёрный король · a7 чёрная пешка · b7 чёрная пешка · f7 чёрная пешка · g7 чёрная пешка · h7 чёрная пешка · c6 чёрная пешка · f6 чёрный конь · e5 чёрная пешка · f5 чёрный слон · a4 белая пешка · b4 чёрный слон · c4 белый конь · d4 белая пешка · c3 белый конь · f3 белая пешка · b2 белая пешка · e2 белая пешка · f2 белый король · g2 белая пешка · h2 белая пешка · a1 белая ладья · c1 белый слон · d1 белый ферзь · f1 белый слон · h1 белая ладья | a8 чёрная ладья · b8 чёрный конь · d8 чёрный ферзь · f8 чёрная ладья · g8 чёрный король · a7 чёрная пешка · b7 чёрная пешка · f7 чёрная пешка · g7 чёрная пешка · h7 чёрная пешка · c6 чёрная пешка · f6 чёрный конь · e5 чёрная пешка · f5 чёрный слон · a4 белая пешка · b4 чёрный слон · c4 белый конь · d4 белая пешка · c3 белый конь · f3 белая пешка · b2 белая пешка · e2 белая пешка · f2 белый король · g2 белая пешка · h2 белая пешка · a1 белая ладья · c1 белый слон · d1 белый ферзь · f1 белый слон · h1 белая ладья | a8 чёрная ладья · b8 чёрный конь · d8 чёрный ферзь · f8 чёрная ладья · g8 чёрный король · a7 чёрная пешка · b7 чёрная пешка · f7 чёрная пешка · g7 чёрная пешка · h7 чёрная пешка · c6 чёрная пешка · f6 чёрный конь · e5 чёрная пешка · f5 чёрный слон · a4 белая пешка · b4 чёрный слон · c4 белый конь · d4 белая пешка · c3 белый конь · f3 белая пешка · b2 белая пешка · e2 белая пешка · f2 белый король · g2 белая пешка · h2 белая пешка · a1 белая ладья · c1 белый слон · d1 белый ферзь · f1 белый слон · h1 белая ладья | a8 чёрная ладья · b8 чёрный конь · d8 чёрный ферзь · f8 чёрная ладья · g8 чёрный король · a7 чёрная пешка · b7 чёрная пешка · f7 чёрная пешка · g7 чёрная пешка · h7 чёрная пешка · c6 чёрная пешка · f6 чёрный конь · e5 чёрная пешка · f5 чёрный слон · a4 белая пешка · b4 чёрный слон · c4 белый конь · d4 белая пешка · c3 белый конь · f3 белая пешка · b2 белая пешка · e2 белая пешка · f2 белый король · g2 белая пешка · h2 белая пешка · a1 белая ладья · c1 белый слон · d1 белый ферзь · f1 белый слон · h1 белая ладья | a8 чёрная ладья · b8 чёрный конь · d8 чёрный ферзь · f8 чёрная ладья · g8 чёрный король · a7 чёрная пешка · b7 чёрная пешка · f7 чёрная пешка · g7 чёрная пешка · h7 чёрная пешка · c6 чёрная пешка · f6 чёрный конь · e5 чёрная пешка · f5 чёрный слон · a4 белая пешка · b4 чёрный слон · c4 белый конь · d4 белая пешка · c3 белый конь · f3 белая пешка · b2 белая пешка · e2 белая пешка · f2 белый король · g2 белая пешка · h2 белая пешка · a1 белая ладья · c1 белый слон · d1 белый ферзь · f1 белый слон · h1 белая ладья | 8 |
| 7 | a8 чёрная ладья · b8 чёрный конь · d8 чёрный ферзь · f8 чёрная ладья · g8 чёрный король · a7 чёрная пешка · b7 чёрная пешка · f7 чёрная пешка · g7 чёрная пешка · h7 чёрная пешка · c6 чёрная пешка · f6 чёрный конь · e5 чёрная пешка · f5 чёрный слон · a4 белая пешка · b4 чёрный слон · c4 белый конь · d4 белая пешка · c3 белый конь · f3 белая пешка · b2 белая пешка · e2 белая пешка · f2 белый король · g2 белая пешка · h2 белая пешка · a1 белая ладья · c1 белый слон · d1 белый ферзь · f1 белый слон · h1 белая ладья | a8 чёрная ладья · b8 чёрный конь · d8 чёрный ферзь · f8 чёрная ладья · g8 чёрный король · a7 чёрная пешка · b7 чёрная пешка · f7 чёрная пешка · g7 чёрная пешка · h7 чёрная пешка · c6 чёрная пешка · f6 чёрный конь · e5 чёрная пешка · f5 чёрный слон · a4 белая пешка · b4 чёрный слон · c4 белый конь · d4 белая пешка · c3 белый конь · f3 белая пешка · b2 белая пешка · e2 белая пешка · f2 белый король · g2 белая пешка · h2 белая пешка · a1 белая ладья · c1 белый слон · d1 белый ферзь · f1 белый слон · h1 белая ладья | a8 чёрная ладья · b8 чёрный конь · d8 чёрный ферзь · f8 чёрная ладья · g8 чёрный король · a7 чёрная пешка · b7 чёрная пешка · f7 чёрная пешка · g7 чёрная пешка · h7 чёрная пешка · c6 чёрная пешка · f6 чёрный конь · e5 чёрная пешка · f5 чёрный слон · a4 белая пешка · b4 чёрный слон · c4 белый конь · d4 белая пешка · c3 белый конь · f3 белая пешка · b2 белая пешка · e2 белая пешка · f2 белый король · g2 белая пешка · h2 белая пешка · a1 белая ладья · c1 белый слон · d1 белый ферзь · f1 белый слон · h1 белая ладья | a8 чёрная ладья · b8 чёрный конь · d8 чёрный ферзь · f8 чёрная ладья · g8 чёрный король · a7 чёрная пешка · b7 чёрная пешка · f7 чёрная пешка · g7 чёрная пешка · h7 чёрная пешка · c6 чёрная пешка · f6 чёрный конь · e5 чёрная пешка · f5 чёрный слон · a4 белая пешка · b4 чёрный слон · c4 белый конь · d4 белая пешка · c3 белый конь · f3 белая пешка · b2 белая пешка · e2 белая пешка · f2 белый король · g2 белая пешка · h2 белая пешка · a1 белая ладья · c1 белый слон · d1 белый ферзь · f1 белый слон · h1 белая ладья | a8 чёрная ладья · b8 чёрный конь · d8 чёрный ферзь · f8 чёрная ладья · g8 чёрный король · a7 чёрная пешка · b7 чёрная пешка · f7 чёрная пешка · g7 чёрная пешка · h7 чёрная пешка · c6 чёрная пешка · f6 чёрный конь · e5 чёрная пешка · f5 чёрный слон · a4 белая пешка · b4 чёрный слон · c4 белый конь · d4 белая пешка · c3 белый конь · f3 белая пешка · b2 белая пешка · e2 белая пешка · f2 белый король · g2 белая пешка · h2 белая пешка · a1 белая ладья · c1 белый слон · d1 белый ферзь · f1 белый слон · h1 белая ладья | a8 чёрная ладья · b8 чёрный конь · d8 чёрный ферзь · f8 чёрная ладья · g8 чёрный король · a7 чёрная пешка · b7 чёрная пешка · f7 чёрная пешка · g7 чёрная пешка · h7 чёрная пешка · c6 чёрная пешка · f6 чёрный конь · e5 чёрная пешка · f5 чёрный слон · a4 белая пешка · b4 чёрный слон · c4 белый конь · d4 белая пешка · c3 белый конь · f3 белая пешка · b2 белая пешка · e2 белая пешка · f2 белый король · g2 белая пешка · h2 белая пешка · a1 белая ладья · c1 белый слон · d1 белый ферзь · f1 белый слон · h1 белая ладья | a8 чёрная ладья · b8 чёрный конь · d8 чёрный ферзь · f8 чёрная ладья · g8 чёрный король · a7 чёрная пешка · b7 чёрная пешка · f7 чёрная пешка · g7 чёрная пешка · h7 чёрная пешка · c6 чёрная пешка · f6 чёрный конь · e5 чёрная пешка · f5 чёрный слон · a4 белая пешка · b4 чёрный слон · c4 белый конь · d4 белая пешка · c3 белый конь · f3 белая пешка · b2 белая пешка · e2 белая пешка · f2 белый король · g2 белая пешка · h2 белая пешка · a1 белая ладья · c1 белый слон · d1 белый ферзь · f1 белый слон · h1 белая ладья | a8 чёрная ладья · b8 чёрный конь · d8 чёрный ферзь · f8 чёрная ладья · g8 чёрный король · a7 чёрная пешка · b7 чёрная пешка · f7 чёрная пешка · g7 чёрная пешка · h7 чёрная пешка · c6 чёрная пешка · f6 чёрный конь · e5 чёрная пешка · f5 чёрный слон · a4 белая пешка · b4 чёрный слон · c4 белый конь · d4 белая пешка · c3 белый конь · f3 белая пешка · b2 белая пешка · e2 белая пешка · f2 белый король · g2 белая пешка · h2 белая пешка · a1 белая ладья · c1 белый слон · d1 белый ферзь · f1 белый слон · h1 белая ладья | 7 |
| 6 | a8 чёрная ладья · b8 чёрный конь · d8 чёрный ферзь · f8 чёрная ладья · g8 чёрный король · a7 чёрная пешка · b7 чёрная пешка · f7 чёрная пешка · g7 чёрная пешка · h7 чёрная пешка · c6 чёрная пешка · f6 чёрный конь · e5 чёрная пешка · f5 чёрный слон · a4 белая пешка · b4 чёрный слон · c4 белый конь · d4 белая пешка · c3 белый конь · f3 белая пешка · b2 белая пешка · e2 белая пешка · f2 белый король · g2 белая пешка · h2 белая пешка · a1 белая ладья · c1 белый слон · d1 белый ферзь · f1 белый слон · h1 белая ладья | a8 чёрная ладья · b8 чёрный конь · d8 чёрный ферзь · f8 чёрная ладья · g8 чёрный король · a7 чёрная пешка · b7 чёрная пешка · f7 чёрная пешка · g7 чёрная пешка · h7 чёрная пешка · c6 чёрная пешка · f6 чёрный конь · e5 чёрная пешка · f5 чёрный слон · a4 белая пешка · b4 чёрный слон · c4 белый конь · d4 белая пешка · c3 белый конь · f3 белая пешка · b2 белая пешка · e2 белая пешка · f2 белый король · g2 белая пешка · h2 белая пешка · a1 белая ладья · c1 белый слон · d1 белый ферзь · f1 белый слон · h1 белая ладья | a8 чёрная ладья · b8 чёрный конь · d8 чёрный ферзь · f8 чёрная ладья · g8 чёрный король · a7 чёрная пешка · b7 чёрная пешка · f7 чёрная пешка · g7 чёрная пешка · h7 чёрная пешка · c6 чёрная пешка · f6 чёрный конь · e5 чёрная пешка · f5 чёрный слон · a4 белая пешка · b4 чёрный слон · c4 белый конь · d4 белая пешка · c3 белый конь · f3 белая пешка · b2 белая пешка · e2 белая пешка · f2 белый король · g2 белая пешка · h2 белая пешка · a1 белая ладья · c1 белый слон · d1 белый ферзь · f1 белый слон · h1 белая ладья | a8 чёрная ладья · b8 чёрный конь · d8 чёрный ферзь · f8 чёрная ладья · g8 чёрный король · a7 чёрная пешка · b7 чёрная пешка · f7 чёрная пешка · g7 чёрная пешка · h7 чёрная пешка · c6 чёрная пешка · f6 чёрный конь · e5 чёрная пешка · f5 чёрный слон · a4 белая пешка · b4 чёрный слон · c4 белый конь · d4 белая пешка · c3 белый конь · f3 белая пешка · b2 белая пешка · e2 белая пешка · f2 белый король · g2 белая пешка · h2 белая пешка · a1 белая ладья · c1 белый слон · d1 белый ферзь · f1 белый слон · h1 белая ладья | a8 чёрная ладья · b8 чёрный конь · d8 чёрный ферзь · f8 чёрная ладья · g8 чёрный король · a7 чёрная пешка · b7 чёрная пешка · f7 чёрная пешка · g7 чёрная пешка · h7 чёрная пешка · c6 чёрная пешка · f6 чёрный конь · e5 чёрная пешка · f5 чёрный слон · a4 белая пешка · b4 чёрный слон · c4 белый конь · d4 белая пешка · c3 белый конь · f3 белая пешка · b2 белая пешка · e2 белая пешка · f2 белый король · g2 белая пешка · h2 белая пешка · a1 белая ладья · c1 белый слон · d1 белый ферзь · f1 белый слон · h1 белая ладья | a8 чёрная ладья · b8 чёрный конь · d8 чёрный ферзь · f8 чёрная ладья · g8 чёрный король · a7 чёрная пешка · b7 чёрная пешка · f7 чёрная пешка · g7 чёрная пешка · h7 чёрная пешка · c6 чёрная пешка · f6 чёрный конь · e5 чёрная пешка · f5 чёрный слон · a4 белая пешка · b4 чёрный слон · c4 белый конь · d4 белая пешка · c3 белый конь · f3 белая пешка · b2 белая пешка · e2 белая пешка · f2 белый король · g2 белая пешка · h2 белая пешка · a1 белая ладья · c1 белый слон · d1 белый ферзь · f1 белый слон · h1 белая ладья | a8 чёрная ладья · b8 чёрный конь · d8 чёрный ферзь · f8 чёрная ладья · g8 чёрный король · a7 чёрная пешка · b7 чёрная пешка · f7 чёрная пешка · g7 чёрная пешка · h7 чёрная пешка · c6 чёрная пешка · f6 чёрный конь · e5 чёрная пешка · f5 чёрный слон · a4 белая пешка · b4 чёрный слон · c4 белый конь · d4 белая пешка · c3 белый конь · f3 белая пешка · b2 белая пешка · e2 белая пешка · f2 белый король · g2 белая пешка · h2 белая пешка · a1 белая ладья · c1 белый слон · d1 белый ферзь · f1 белый слон · h1 белая ладья | a8 чёрная ладья · b8 чёрный конь · d8 чёрный ферзь · f8 чёрная ладья · g8 чёрный король · a7 чёрная пешка · b7 чёрная пешка · f7 чёрная пешка · g7 чёрная пешка · h7 чёрная пешка · c6 чёрная пешка · f6 чёрный конь · e5 чёрная пешка · f5 чёрный слон · a4 белая пешка · b4 чёрный слон · c4 белый конь · d4 белая пешка · c3 белый конь · f3 белая пешка · b2 белая пешка · e2 белая пешка · f2 белый король · g2 белая пешка · h2 белая пешка · a1 белая ладья · c1 белый слон · d1 белый ферзь · f1 белый слон · h1 белая ладья | 6 |
| 5 | a8 чёрная ладья · b8 чёрный конь · d8 чёрный ферзь · f8 чёрная ладья · g8 чёрный король · a7 чёрная пешка · b7 чёрная пешка · f7 чёрная пешка · g7 чёрная пешка · h7 чёрная пешка · c6 чёрная пешка · f6 чёрный конь · e5 чёрная пешка · f5 чёрный слон · a4 белая пешка · b4 чёрный слон · c4 белый конь · d4 белая пешка · c3 белый конь · f3 белая пешка · b2 белая пешка · e2 белая пешка · f2 белый король · g2 белая пешка · h2 белая пешка · a1 белая ладья · c1 белый слон · d1 белый ферзь · f1 белый слон · h1 белая ладья | a8 чёрная ладья · b8 чёрный конь · d8 чёрный ферзь · f8 чёрная ладья · g8 чёрный король · a7 чёрная пешка · b7 чёрная пешка · f7 чёрная пешка · g7 чёрная пешка · h7 чёрная пешка · c6 чёрная пешка · f6 чёрный конь · e5 чёрная пешка · f5 чёрный слон · a4 белая пешка · b4 чёрный слон · c4 белый конь · d4 белая пешка · c3 белый конь · f3 белая пешка · b2 белая пешка · e2 белая пешка · f2 белый король · g2 белая пешка · h2 белая пешка · a1 белая ладья · c1 белый слон · d1 белый ферзь · f1 белый слон · h1 белая ладья | a8 чёрная ладья · b8 чёрный конь · d8 чёрный ферзь · f8 чёрная ладья · g8 чёрный король · a7 чёрная пешка · b7 чёрная пешка · f7 чёрная пешка · g7 чёрная пешка · h7 чёрная пешка · c6 чёрная пешка · f6 чёрный конь · e5 чёрная пешка · f5 чёрный слон · a4 белая пешка · b4 чёрный слон · c4 белый конь · d4 белая пешка · c3 белый конь · f3 белая пешка · b2 белая пешка · e2 белая пешка · f2 белый король · g2 белая пешка · h2 белая пешка · a1 белая ладья · c1 белый слон · d1 белый ферзь · f1 белый слон · h1 белая ладья | a8 чёрная ладья · b8 чёрный конь · d8 чёрный ферзь · f8 чёрная ладья · g8 чёрный король · a7 чёрная пешка · b7 чёрная пешка · f7 чёрная пешка · g7 чёрная пешка · h7 чёрная пешка · c6 чёрная пешка · f6 чёрный конь · e5 чёрная пешка · f5 чёрный слон · a4 белая пешка · b4 чёрный слон · c4 белый конь · d4 белая пешка · c3 белый конь · f3 белая пешка · b2 белая пешка · e2 белая пешка · f2 белый король · g2 белая пешка · h2 белая пешка · a1 белая ладья · c1 белый слон · d1 белый ферзь · f1 белый слон · h1 белая ладья | a8 чёрная ладья · b8 чёрный конь · d8 чёрный ферзь · f8 чёрная ладья · g8 чёрный король · a7 чёрная пешка · b7 чёрная пешка · f7 чёрная пешка · g7 чёрная пешка · h7 чёрная пешка · c6 чёрная пешка · f6 чёрный конь · e5 чёрная пешка · f5 чёрный слон · a4 белая пешка · b4 чёрный слон · c4 белый конь · d4 белая пешка · c3 белый конь · f3 белая пешка · b2 белая пешка · e2 белая пешка · f2 белый король · g2 белая пешка · h2 белая пешка · a1 белая ладья · c1 белый слон · d1 белый ферзь · f1 белый слон · h1 белая ладья | a8 чёрная ладья · b8 чёрный конь · d8 чёрный ферзь · f8 чёрная ладья · g8 чёрный король · a7 чёрная пешка · b7 чёрная пешка · f7 чёрная пешка · g7 чёрная пешка · h7 чёрная пешка · c6 чёрная пешка · f6 чёрный конь · e5 чёрная пешка · f5 чёрный слон · a4 белая пешка · b4 чёрный слон · c4 белый конь · d4 белая пешка · c3 белый конь · f3 белая пешка · b2 белая пешка · e2 белая пешка · f2 белый король · g2 белая пешка · h2 белая пешка · a1 белая ладья · c1 белый слон · d1 белый ферзь · f1 белый слон · h1 белая ладья | a8 чёрная ладья · b8 чёрный конь · d8 чёрный ферзь · f8 чёрная ладья · g8 чёрный король · a7 чёрная пешка · b7 чёрная пешка · f7 чёрная пешка · g7 чёрная пешка · h7 чёрная пешка · c6 чёрная пешка · f6 чёрный конь · e5 чёрная пешка · f5 чёрный слон · a4 белая пешка · b4 чёрный слон · c4 белый конь · d4 белая пешка · c3 белый конь · f3 белая пешка · b2 белая пешка · e2 белая пешка · f2 белый король · g2 белая пешка · h2 белая пешка · a1 белая ладья · c1 белый слон · d1 белый ферзь · f1 белый слон · h1 белая ладья | a8 чёрная ладья · b8 чёрный конь · d8 чёрный ферзь · f8 чёрная ладья · g8 чёрный король · a7 чёрная пешка · b7 чёрная пешка · f7 чёрная пешка · g7 чёрная пешка · h7 чёрная пешка · c6 чёрная пешка · f6 чёрный конь · e5 чёрная пешка · f5 чёрный слон · a4 белая пешка · b4 чёрный слон · c4 белый конь · d4 белая пешка · c3 белый конь · f3 белая пешка · b2 белая пешка · e2 белая пешка · f2 белый король · g2 белая пешка · h2 белая пешка · a1 белая ладья · c1 белый слон · d1 белый ферзь · f1 белый слон · h1 белая ладья | 5 |
| 4 | a8 чёрная ладья · b8 чёрный конь · d8 чёрный ферзь · f8 чёрная ладья · g8 чёрный король · a7 чёрная пешка · b7 чёрная пешка · f7 чёрная пешка · g7 чёрная пешка · h7 чёрная пешка · c6 чёрная пешка · f6 чёрный конь · e5 чёрная пешка · f5 чёрный слон · a4 белая пешка · b4 чёрный слон · c4 белый конь · d4 белая пешка · c3 белый конь · f3 белая пешка · b2 белая пешка · e2 белая пешка · f2 белый король · g2 белая пешка · h2 белая пешка · a1 белая ладья · c1 белый слон · d1 белый ферзь · f1 белый слон · h1 белая ладья | a8 чёрная ладья · b8 чёрный конь · d8 чёрный ферзь · f8 чёрная ладья · g8 чёрный король · a7 чёрная пешка · b7 чёрная пешка · f7 чёрная пешка · g7 чёрная пешка · h7 чёрная пешка · c6 чёрная пешка · f6 чёрный конь · e5 чёрная пешка · f5 чёрный слон · a4 белая пешка · b4 чёрный слон · c4 белый конь · d4 белая пешка · c3 белый конь · f3 белая пешка · b2 белая пешка · e2 белая пешка · f2 белый король · g2 белая пешка · h2 белая пешка · a1 белая ладья · c1 белый слон · d1 белый ферзь · f1 белый слон · h1 белая ладья | a8 чёрная ладья · b8 чёрный конь · d8 чёрный ферзь · f8 чёрная ладья · g8 чёрный король · a7 чёрная пешка · b7 чёрная пешка · f7 чёрная пешка · g7 чёрная пешка · h7 чёрная пешка · c6 чёрная пешка · f6 чёрный конь · e5 чёрная пешка · f5 чёрный слон · a4 белая пешка · b4 чёрный слон · c4 белый конь · d4 белая пешка · c3 белый конь · f3 белая пешка · b2 белая пешка · e2 белая пешка · f2 белый король · g2 белая пешка · h2 белая пешка · a1 белая ладья · c1 белый слон · d1 белый ферзь · f1 белый слон · h1 белая ладья | a8 чёрная ладья · b8 чёрный конь · d8 чёрный ферзь · f8 чёрная ладья · g8 чёрный король · a7 чёрная пешка · b7 чёрная пешка · f7 чёрная пешка · g7 чёрная пешка · h7 чёрная пешка · c6 чёрная пешка · f6 чёрный конь · e5 чёрная пешка · f5 чёрный слон · a4 белая пешка · b4 чёрный слон · c4 белый конь · d4 белая пешка · c3 белый конь · f3 белая пешка · b2 белая пешка · e2 белая пешка · f2 белый король · g2 белая пешка · h2 белая пешка · a1 белая ладья · c1 белый слон · d1 белый ферзь · f1 белый слон · h1 белая ладья | a8 чёрная ладья · b8 чёрный конь · d8 чёрный ферзь · f8 чёрная ладья · g8 чёрный король · a7 чёрная пешка · b7 чёрная пешка · f7 чёрная пешка · g7 чёрная пешка · h7 чёрная пешка · c6 чёрная пешка · f6 чёрный конь · e5 чёрная пешка · f5 чёрный слон · a4 белая пешка · b4 чёрный слон · c4 белый конь · d4 белая пешка · c3 белый конь · f3 белая пешка · b2 белая пешка · e2 белая пешка · f2 белый король · g2 белая пешка · h2 белая пешка · a1 белая ладья · c1 белый слон · d1 белый ферзь · f1 белый слон · h1 белая ладья | a8 чёрная ладья · b8 чёрный конь · d8 чёрный ферзь · f8 чёрная ладья · g8 чёрный король · a7 чёрная пешка · b7 чёрная пешка · f7 чёрная пешка · g7 чёрная пешка · h7 чёрная пешка · c6 чёрная пешка · f6 чёрный конь · e5 чёрная пешка · f5 чёрный слон · a4 белая пешка · b4 чёрный слон · c4 белый конь · d4 белая пешка · c3 белый конь · f3 белая пешка · b2 белая пешка · e2 белая пешка · f2 белый король · g2 белая пешка · h2 белая пешка · a1 белая ладья · c1 белый слон · d1 белый ферзь · f1 белый слон · h1 белая ладья | a8 чёрная ладья · b8 чёрный конь · d8 чёрный ферзь · f8 чёрная ладья · g8 чёрный король · a7 чёрная пешка · b7 чёрная пешка · f7 чёрная пешка · g7 чёрная пешка · h7 чёрная пешка · c6 чёрная пешка · f6 чёрный конь · e5 чёрная пешка · f5 чёрный слон · a4 белая пешка · b4 чёрный слон · c4 белый конь · d4 белая пешка · c3 белый конь · f3 белая пешка · b2 белая пешка · e2 белая пешка · f2 белый король · g2 белая пешка · h2 белая пешка · a1 белая ладья · c1 белый слон · d1 белый ферзь · f1 белый слон · h1 белая ладья | a8 чёрная ладья · b8 чёрный конь · d8 чёрный ферзь · f8 чёрная ладья · g8 чёрный король · a7 чёрная пешка · b7 чёрная пешка · f7 чёрная пешка · g7 чёрная пешка · h7 чёрная пешка · c6 чёрная пешка · f6 чёрный конь · e5 чёрная пешка · f5 чёрный слон · a4 белая пешка · b4 чёрный слон · c4 белый конь · d4 белая пешка · c3 белый конь · f3 белая пешка · b2 белая пешка · e2 белая пешка · f2 белый король · g2 белая пешка · h2 белая пешка · a1 белая ладья · c1 белый слон · d1 белый ферзь · f1 белый слон · h1 белая ладья | 4 |
| 3 | a8 чёрная ладья · b8 чёрный конь · d8 чёрный ферзь · f8 чёрная ладья · g8 чёрный король · a7 чёрная пешка · b7 чёрная пешка · f7 чёрная пешка · g7 чёрная пешка · h7 чёрная пешка · c6 чёрная пешка · f6 чёрный конь · e5 чёрная пешка · f5 чёрный слон · a4 белая пешка · b4 чёрный слон · c4 белый конь · d4 белая пешка · c3 белый конь · f3 белая пешка · b2 белая пешка · e2 белая пешка · f2 белый король · g2 белая пешка · h2 белая пешка · a1 белая ладья · c1 белый слон · d1 белый ферзь · f1 белый слон · h1 белая ладья | a8 чёрная ладья · b8 чёрный конь · d8 чёрный ферзь · f8 чёрная ладья · g8 чёрный король · a7 чёрная пешка · b7 чёрная пешка · f7 чёрная пешка · g7 чёрная пешка · h7 чёрная пешка · c6 чёрная пешка · f6 чёрный конь · e5 чёрная пешка · f5 чёрный слон · a4 белая пешка · b4 чёрный слон · c4 белый конь · d4 белая пешка · c3 белый конь · f3 белая пешка · b2 белая пешка · e2 белая пешка · f2 белый король · g2 белая пешка · h2 белая пешка · a1 белая ладья · c1 белый слон · d1 белый ферзь · f1 белый слон · h1 белая ладья | a8 чёрная ладья · b8 чёрный конь · d8 чёрный ферзь · f8 чёрная ладья · g8 чёрный король · a7 чёрная пешка · b7 чёрная пешка · f7 чёрная пешка · g7 чёрная пешка · h7 чёрная пешка · c6 чёрная пешка · f6 чёрный конь · e5 чёрная пешка · f5 чёрный слон · a4 белая пешка · b4 чёрный слон · c4 белый конь · d4 белая пешка · c3 белый конь · f3 белая пешка · b2 белая пешка · e2 белая пешка · f2 белый король · g2 белая пешка · h2 белая пешка · a1 белая ладья · c1 белый слон · d1 белый ферзь · f1 белый слон · h1 белая ладья | a8 чёрная ладья · b8 чёрный конь · d8 чёрный ферзь · f8 чёрная ладья · g8 чёрный король · a7 чёрная пешка · b7 чёрная пешка · f7 чёрная пешка · g7 чёрная пешка · h7 чёрная пешка · c6 чёрная пешка · f6 чёрный конь · e5 чёрная пешка · f5 чёрный слон · a4 белая пешка · b4 чёрный слон · c4 белый конь · d4 белая пешка · c3 белый конь · f3 белая пешка · b2 белая пешка · e2 белая пешка · f2 белый король · g2 белая пешка · h2 белая пешка · a1 белая ладья · c1 белый слон · d1 белый ферзь · f1 белый слон · h1 белая ладья | a8 чёрная ладья · b8 чёрный конь · d8 чёрный ферзь · f8 чёрная ладья · g8 чёрный король · a7 чёрная пешка · b7 чёрная пешка · f7 чёрная пешка · g7 чёрная пешка · h7 чёрная пешка · c6 чёрная пешка · f6 чёрный конь · e5 чёрная пешка · f5 чёрный слон · a4 белая пешка · b4 чёрный слон · c4 белый конь · d4 белая пешка · c3 белый конь · f3 белая пешка · b2 белая пешка · e2 белая пешка · f2 белый король · g2 белая пешка · h2 белая пешка · a1 белая ладья · c1 белый слон · d1 белый ферзь · f1 белый слон · h1 белая ладья | a8 чёрная ладья · b8 чёрный конь · d8 чёрный ферзь · f8 чёрная ладья · g8 чёрный король · a7 чёрная пешка · b7 чёрная пешка · f7 чёрная пешка · g7 чёрная пешка · h7 чёрная пешка · c6 чёрная пешка · f6 чёрный конь · e5 чёрная пешка · f5 чёрный слон · a4 белая пешка · b4 чёрный слон · c4 белый конь · d4 белая пешка · c3 белый конь · f3 белая пешка · b2 белая пешка · e2 белая пешка · f2 белый король · g2 белая пешка · h2 белая пешка · a1 белая ладья · c1 белый слон · d1 белый ферзь · f1 белый слон · h1 белая ладья | a8 чёрная ладья · b8 чёрный конь · d8 чёрный ферзь · f8 чёрная ладья · g8 чёрный король · a7 чёрная пешка · b7 чёрная пешка · f7 чёрная пешка · g7 чёрная пешка · h7 чёрная пешка · c6 чёрная пешка · f6 чёрный конь · e5 чёрная пешка · f5 чёрный слон · a4 белая пешка · b4 чёрный слон · c4 белый конь · d4 белая пешка · c3 белый конь · f3 белая пешка · b2 белая пешка · e2 белая пешка · f2 белый король · g2 белая пешка · h2 белая пешка · a1 белая ладья · c1 белый слон · d1 белый ферзь · f1 белый слон · h1 белая ладья | a8 чёрная ладья · b8 чёрный конь · d8 чёрный ферзь · f8 чёрная ладья · g8 чёрный король · a7 чёрная пешка · b7 чёрная пешка · f7 чёрная пешка · g7 чёрная пешка · h7 чёрная пешка · c6 чёрная пешка · f6 чёрный конь · e5 чёрная пешка · f5 чёрный слон · a4 белая пешка · b4 чёрный слон · c4 белый конь · d4 белая пешка · c3 белый конь · f3 белая пешка · b2 белая пешка · e2 белая пешка · f2 белый король · g2 белая пешка · h2 белая пешка · a1 белая ладья · c1 белый слон · d1 белый ферзь · f1 белый слон · h1 белая ладья | 3 |
| 2 | a8 чёрная ладья · b8 чёрный конь · d8 чёрный ферзь · f8 чёрная ладья · g8 чёрный король · a7 чёрная пешка · b7 чёрная пешка · f7 чёрная пешка · g7 чёрная пешка · h7 чёрная пешка · c6 чёрная пешка · f6 чёрный конь · e5 чёрная пешка · f5 чёрный слон · a4 белая пешка · b4 чёрный слон · c4 белый конь · d4 белая пешка · c3 белый конь · f3 белая пешка · b2 белая пешка · e2 белая пешка · f2 белый король · g2 белая пешка · h2 белая пешка · a1 белая ладья · c1 белый слон · d1 белый ферзь · f1 белый слон · h1 белая ладья | a8 чёрная ладья · b8 чёрный конь · d8 чёрный ферзь · f8 чёрная ладья · g8 чёрный король · a7 чёрная пешка · b7 чёрная пешка · f7 чёрная пешка · g7 чёрная пешка · h7 чёрная пешка · c6 чёрная пешка · f6 чёрный конь · e5 чёрная пешка · f5 чёрный слон · a4 белая пешка · b4 чёрный слон · c4 белый конь · d4 белая пешка · c3 белый конь · f3 белая пешка · b2 белая пешка · e2 белая пешка · f2 белый король · g2 белая пешка · h2 белая пешка · a1 белая ладья · c1 белый слон · d1 белый ферзь · f1 белый слон · h1 белая ладья | a8 чёрная ладья · b8 чёрный конь · d8 чёрный ферзь · f8 чёрная ладья · g8 чёрный король · a7 чёрная пешка · b7 чёрная пешка · f7 чёрная пешка · g7 чёрная пешка · h7 чёрная пешка · c6 чёрная пешка · f6 чёрный конь · e5 чёрная пешка · f5 чёрный слон · a4 белая пешка · b4 чёрный слон · c4 белый конь · d4 белая пешка · c3 белый конь · f3 белая пешка · b2 белая пешка · e2 белая пешка · f2 белый король · g2 белая пешка · h2 белая пешка · a1 белая ладья · c1 белый слон · d1 белый ферзь · f1 белый слон · h1 белая ладья | a8 чёрная ладья · b8 чёрный конь · d8 чёрный ферзь · f8 чёрная ладья · g8 чёрный король · a7 чёрная пешка · b7 чёрная пешка · f7 чёрная пешка · g7 чёрная пешка · h7 чёрная пешка · c6 чёрная пешка · f6 чёрный конь · e5 чёрная пешка · f5 чёрный слон · a4 белая пешка · b4 чёрный слон · c4 белый конь · d4 белая пешка · c3 белый конь · f3 белая пешка · b2 белая пешка · e2 белая пешка · f2 белый король · g2 белая пешка · h2 белая пешка · a1 белая ладья · c1 белый слон · d1 белый ферзь · f1 белый слон · h1 белая ладья | a8 чёрная ладья · b8 чёрный конь · d8 чёрный ферзь · f8 чёрная ладья · g8 чёрный король · a7 чёрная пешка · b7 чёрная пешка · f7 чёрная пешка · g7 чёрная пешка · h7 чёрная пешка · c6 чёрная пешка · f6 чёрный конь · e5 чёрная пешка · f5 чёрный слон · a4 белая пешка · b4 чёрный слон · c4 белый конь · d4 белая пешка · c3 белый конь · f3 белая пешка · b2 белая пешка · e2 белая пешка · f2 белый король · g2 белая пешка · h2 белая пешка · a1 белая ладья · c1 белый слон · d1 белый ферзь · f1 белый слон · h1 белая ладья | a8 чёрная ладья · b8 чёрный конь · d8 чёрный ферзь · f8 чёрная ладья · g8 чёрный король · a7 чёрная пешка · b7 чёрная пешка · f7 чёрная пешка · g7 чёрная пешка · h7 чёрная пешка · c6 чёрная пешка · f6 чёрный конь · e5 чёрная пешка · f5 чёрный слон · a4 белая пешка · b4 чёрный слон · c4 белый конь · d4 белая пешка · c3 белый конь · f3 белая пешка · b2 белая пешка · e2 белая пешка · f2 белый король · g2 белая пешка · h2 белая пешка · a1 белая ладья · c1 белый слон · d1 белый ферзь · f1 белый слон · h1 белая ладья | a8 чёрная ладья · b8 чёрный конь · d8 чёрный ферзь · f8 чёрная ладья · g8 чёрный король · a7 чёрная пешка · b7 чёрная пешка · f7 чёрная пешка · g7 чёрная пешка · h7 чёрная пешка · c6 чёрная пешка · f6 чёрный конь · e5 чёрная пешка · f5 чёрный слон · a4 белая пешка · b4 чёрный слон · c4 белый конь · d4 белая пешка · c3 белый конь · f3 белая пешка · b2 белая пешка · e2 белая пешка · f2 белый король · g2 белая пешка · h2 белая пешка · a1 белая ладья · c1 белый слон · d1 белый ферзь · f1 белый слон · h1 белая ладья | a8 чёрная ладья · b8 чёрный конь · d8 чёрный ферзь · f8 чёрная ладья · g8 чёрный король · a7 чёрная пешка · b7 чёрная пешка · f7 чёрная пешка · g7 чёрная пешка · h7 чёрная пешка · c6 чёрная пешка · f6 чёрный конь · e5 чёрная пешка · f5 чёрный слон · a4 белая пешка · b4 чёрный слон · c4 белый конь · d4 белая пешка · c3 белый конь · f3 белая пешка · b2 белая пешка · e2 белая пешка · f2 белый король · g2 белая пешка · h2 белая пешка · a1 белая ладья · c1 белый слон · d1 белый ферзь · f1 белый слон · h1 белая ладья | 2 |
| 1 | a8 чёрная ладья · b8 чёрный конь · d8 чёрный ферзь · f8 чёрная ладья · g8 чёрный король · a7 чёрная пешка · b7 чёрная пешка · f7 чёрная пешка · g7 чёрная пешка · h7 чёрная пешка · c6 чёрная пешка · f6 чёрный конь · e5 чёрная пешка · f5 чёрный слон · a4 белая пешка · b4 чёрный слон · c4 белый конь · d4 белая пешка · c3 белый конь · f3 белая пешка · b2 белая пешка · e2 белая пешка · f2 белый король · g2 белая пешка · h2 белая пешка · a1 белая ладья · c1 белый слон · d1 белый ферзь · f1 белый слон · h1 белая ладья | a8 чёрная ладья · b8 чёрный конь · d8 чёрный ферзь · f8 чёрная ладья · g8 чёрный король · a7 чёрная пешка · b7 чёрная пешка · f7 чёрная пешка · g7 чёрная пешка · h7 чёрная пешка · c6 чёрная пешка · f6 чёрный конь · e5 чёрная пешка · f5 чёрный слон · a4 белая пешка · b4 чёрный слон · c4 белый конь · d4 белая пешка · c3 белый конь · f3 белая пешка · b2 белая пешка · e2 белая пешка · f2 белый король · g2 белая пешка · h2 белая пешка · a1 белая ладья · c1 белый слон · d1 белый ферзь · f1 белый слон · h1 белая ладья | a8 чёрная ладья · b8 чёрный конь · d8 чёрный ферзь · f8 чёрная ладья · g8 чёрный король · a7 чёрная пешка · b7 чёрная пешка · f7 чёрная пешка · g7 чёрная пешка · h7 чёрная пешка · c6 чёрная пешка · f6 чёрный конь · e5 чёрная пешка · f5 чёрный слон · a4 белая пешка · b4 чёрный слон · c4 белый конь · d4 белая пешка · c3 белый конь · f3 белая пешка · b2 белая пешка · e2 белая пешка · f2 белый король · g2 белая пешка · h2 белая пешка · a1 белая ладья · c1 белый слон · d1 белый ферзь · f1 белый слон · h1 белая ладья | a8 чёрная ладья · b8 чёрный конь · d8 чёрный ферзь · f8 чёрная ладья · g8 чёрный король · a7 чёрная пешка · b7 чёрная пешка · f7 чёрная пешка · g7 чёрная пешка · h7 чёрная пешка · c6 чёрная пешка · f6 чёрный конь · e5 чёрная пешка · f5 чёрный слон · a4 белая пешка · b4 чёрный слон · c4 белый конь · d4 белая пешка · c3 белый конь · f3 белая пешка · b2 белая пешка · e2 белая пешка · f2 белый король · g2 белая пешка · h2 белая пешка · a1 белая ладья · c1 белый слон · d1 белый ферзь · f1 белый слон · h1 белая ладья | a8 чёрная ладья · b8 чёрный конь · d8 чёрный ферзь · f8 чёрная ладья · g8 чёрный король · a7 чёрная пешка · b7 чёрная пешка · f7 чёрная пешка · g7 чёрная пешка · h7 чёрная пешка · c6 чёрная пешка · f6 чёрный конь · e5 чёрная пешка · f5 чёрный слон · a4 белая пешка · b4 чёрный слон · c4 белый конь · d4 белая пешка · c3 белый конь · f3 белая пешка · b2 белая пешка · e2 белая пешка · f2 белый король · g2 белая пешка · h2 белая пешка · a1 белая ладья · c1 белый слон · d1 белый ферзь · f1 белый слон · h1 белая ладья | a8 чёрная ладья · b8 чёрный конь · d8 чёрный ферзь · f8 чёрная ладья · g8 чёрный король · a7 чёрная пешка · b7 чёрная пешка · f7 чёрная пешка · g7 чёрная пешка · h7 чёрная пешка · c6 чёрная пешка · f6 чёрный конь · e5 чёрная пешка · f5 чёрный слон · a4 белая пешка · b4 чёрный слон · c4 белый конь · d4 белая пешка · c3 белый конь · f3 белая пешка · b2 белая пешка · e2 белая пешка · f2 белый король · g2 белая пешка · h2 белая пешка · a1 белая ладья · c1 белый слон · d1 белый ферзь · f1 белый слон · h1 белая ладья | a8 чёрная ладья · b8 чёрный конь · d8 чёрный ферзь · f8 чёрная ладья · g8 чёрный король · a7 чёрная пешка · b7 чёрная пешка · f7 чёрная пешка · g7 чёрная пешка · h7 чёрная пешка · c6 чёрная пешка · f6 чёрный конь · e5 чёрная пешка · f5 чёрный слон · a4 белая пешка · b4 чёрный слон · c4 белый конь · d4 белая пешка · c3 белый конь · f3 белая пешка · b2 белая пешка · e2 белая пешка · f2 белый король · g2 белая пешка · h2 белая пешка · a1 белая ладья · c1 белый слон · d1 белый ферзь · f1 белый слон · h1 белая ладья | a8 чёрная ладья · b8 чёрный конь · d8 чёрный ферзь · f8 чёрная ладья · g8 чёрный король · a7 чёрная пешка · b7 чёрная пешка · f7 чёрная пешка · g7 чёрная пешка · h7 чёрная пешка · c6 чёрная пешка · f6 чёрный конь · e5 чёрная пешка · f5 чёрный слон · a4 белая пешка · b4 чёрный слон · c4 белый конь · d4 белая пешка · c3 белый конь · f3 белая пешка · b2 белая пешка · e2 белая пешка · f2 белый король · g2 белая пешка · h2 белая пешка · a1 белая ладья · c1 белый слон · d1 белый ферзь · f1 белый слон · h1 белая ладья | 1 |
|   | a | b | c | d | e | f | g | h |   |

|   | a | b | c | d | e | f | g | h |   |
| - | --- | --- | --- | --- | --- | --- | --- | --- | - |
| 8 | a8 чёрная ладья · b8 чёрный конь · c8 чёрный слон · e8 чёрный король · h8 чёрная ладья · b7 чёрная пешка · d7 чёрный конь · f7 чёрная пешка · g7 чёрная пешка · a6 чёрная пешка · e6 чёрная пешка · h6 чёрная пешка · c5 чёрный слон · d5 чёрный ферзь · c4 белый слон · d4 белый конь · e4 белый конь · c3 белая пешка · e3 белый ферзь · g3 белый слон · g2 белая пешка · h2 белая пешка · d1 белая ладья · e1 белый король · h1 белая ладья | a8 чёрная ладья · b8 чёрный конь · c8 чёрный слон · e8 чёрный король · h8 чёрная ладья · b7 чёрная пешка · d7 чёрный конь · f7 чёрная пешка · g7 чёрная пешка · a6 чёрная пешка · e6 чёрная пешка · h6 чёрная пешка · c5 чёрный слон · d5 чёрный ферзь · c4 белый слон · d4 белый конь · e4 белый конь · c3 белая пешка · e3 белый ферзь · g3 белый слон · g2 белая пешка · h2 белая пешка · d1 белая ладья · e1 белый король · h1 белая ладья | a8 чёрная ладья · b8 чёрный конь · c8 чёрный слон · e8 чёрный король · h8 чёрная ладья · b7 чёрная пешка · d7 чёрный конь · f7 чёрная пешка · g7 чёрная пешка · a6 чёрная пешка · e6 чёрная пешка · h6 чёрная пешка · c5 чёрный слон · d5 чёрный ферзь · c4 белый слон · d4 белый конь · e4 белый конь · c3 белая пешка · e3 белый ферзь · g3 белый слон · g2 белая пешка · h2 белая пешка · d1 белая ладья · e1 белый король · h1 белая ладья | a8 чёрная ладья · b8 чёрный конь · c8 чёрный слон · e8 чёрный король · h8 чёрная ладья · b7 чёрная пешка · d7 чёрный конь · f7 чёрная пешка · g7 чёрная пешка · a6 чёрная пешка · e6 чёрная пешка · h6 чёрная пешка · c5 чёрный слон · d5 чёрный ферзь · c4 белый слон · d4 белый конь · e4 белый конь · c3 белая пешка · e3 белый ферзь · g3 белый слон · g2 белая пешка · h2 белая пешка · d1 белая ладья · e1 белый король · h1 белая ладья | a8 чёрная ладья · b8 чёрный конь · c8 чёрный слон · e8 чёрный король · h8 чёрная ладья · b7 чёрная пешка · d7 чёрный конь · f7 чёрная пешка · g7 чёрная пешка · a6 чёрная пешка · e6 чёрная пешка · h6 чёрная пешка · c5 чёрный слон · d5 чёрный ферзь · c4 белый слон · d4 белый конь · e4 белый конь · c3 белая пешка · e3 белый ферзь · g3 белый слон · g2 белая пешка · h2 белая пешка · d1 белая ладья · e1 белый король · h1 белая ладья | a8 чёрная ладья · b8 чёрный конь · c8 чёрный слон · e8 чёрный король · h8 чёрная ладья · b7 чёрная пешка · d7 чёрный конь · f7 чёрная пешка · g7 чёрная пешка · a6 чёрная пешка · e6 чёрная пешка · h6 чёрная пешка · c5 чёрный слон · d5 чёрный ферзь · c4 белый слон · d4 белый конь · e4 белый конь · c3 белая пешка · e3 белый ферзь · g3 белый слон · g2 белая пешка · h2 белая пешка · d1 белая ладья · e1 белый король · h1 белая ладья | a8 чёрная ладья · b8 чёрный конь · c8 чёрный слон · e8 чёрный король · h8 чёрная ладья · b7 чёрная пешка · d7 чёрный конь · f7 чёрная пешка · g7 чёрная пешка · a6 чёрная пешка · e6 чёрная пешка · h6 чёрная пешка · c5 чёрный слон · d5 чёрный ферзь · c4 белый слон · d4 белый конь · e4 белый конь · c3 белая пешка · e3 белый ферзь · g3 белый слон · g2 белая пешка · h2 белая пешка · d1 белая ладья · e1 белый король · h1 белая ладья | a8 чёрная ладья · b8 чёрный конь · c8 чёрный слон · e8 чёрный король · h8 чёрная ладья · b7 чёрная пешка · d7 чёрный конь · f7 чёрная пешка · g7 чёрная пешка · a6 чёрная пешка · e6 чёрная пешка · h6 чёрная пешка · c5 чёрный слон · d5 чёрный ферзь · c4 белый слон · d4 белый конь · e4 белый конь · c3 белая пешка · e3 белый ферзь · g3 белый слон · g2 белая пешка · h2 белая пешка · d1 белая ладья · e1 белый король · h1 белая ладья | 8 |
| 7 | a8 чёрная ладья · b8 чёрный конь · c8 чёрный слон · e8 чёрный король · h8 чёрная ладья · b7 чёрная пешка · d7 чёрный конь · f7 чёрная пешка · g7 чёрная пешка · a6 чёрная пешка · e6 чёрная пешка · h6 чёрная пешка · c5 чёрный слон · d5 чёрный ферзь · c4 белый слон · d4 белый конь · e4 белый конь · c3 белая пешка · e3 белый ферзь · g3 белый слон · g2 белая пешка · h2 белая пешка · d1 белая ладья · e1 белый король · h1 белая ладья | a8 чёрная ладья · b8 чёрный конь · c8 чёрный слон · e8 чёрный король · h8 чёрная ладья · b7 чёрная пешка · d7 чёрный конь · f7 чёрная пешка · g7 чёрная пешка · a6 чёрная пешка · e6 чёрная пешка · h6 чёрная пешка · c5 чёрный слон · d5 чёрный ферзь · c4 белый слон · d4 белый конь · e4 белый конь · c3 белая пешка · e3 белый ферзь · g3 белый слон · g2 белая пешка · h2 белая пешка · d1 белая ладья · e1 белый король · h1 белая ладья | a8 чёрная ладья · b8 чёрный конь · c8 чёрный слон · e8 чёрный король · h8 чёрная ладья · b7 чёрная пешка · d7 чёрный конь · f7 чёрная пешка · g7 чёрная пешка · a6 чёрная пешка · e6 чёрная пешка · h6 чёрная пешка · c5 чёрный слон · d5 чёрный ферзь · c4 белый слон · d4 белый конь · e4 белый конь · c3 белая пешка · e3 белый ферзь · g3 белый слон · g2 белая пешка · h2 белая пешка · d1 белая ладья · e1 белый король · h1 белая ладья | a8 чёрная ладья · b8 чёрный конь · c8 чёрный слон · e8 чёрный король · h8 чёрная ладья · b7 чёрная пешка · d7 чёрный конь · f7 чёрная пешка · g7 чёрная пешка · a6 чёрная пешка · e6 чёрная пешка · h6 чёрная пешка · c5 чёрный слон · d5 чёрный ферзь · c4 белый слон · d4 белый конь · e4 белый конь · c3 белая пешка · e3 белый ферзь · g3 белый слон · g2 белая пешка · h2 белая пешка · d1 белая ладья · e1 белый король · h1 белая ладья | a8 чёрная ладья · b8 чёрный конь · c8 чёрный слон · e8 чёрный король · h8 чёрная ладья · b7 чёрная пешка · d7 чёрный конь · f7 чёрная пешка · g7 чёрная пешка · a6 чёрная пешка · e6 чёрная пешка · h6 чёрная пешка · c5 чёрный слон · d5 чёрный ферзь · c4 белый слон · d4 белый конь · e4 белый конь · c3 белая пешка · e3 белый ферзь · g3 белый слон · g2 белая пешка · h2 белая пешка · d1 белая ладья · e1 белый король · h1 белая ладья | a8 чёрная ладья · b8 чёрный конь · c8 чёрный слон · e8 чёрный король · h8 чёрная ладья · b7 чёрная пешка · d7 чёрный конь · f7 чёрная пешка · g7 чёрная пешка · a6 чёрная пешка · e6 чёрная пешка · h6 чёрная пешка · c5 чёрный слон · d5 чёрный ферзь · c4 белый слон · d4 белый конь · e4 белый конь · c3 белая пешка · e3 белый ферзь · g3 белый слон · g2 белая пешка · h2 белая пешка · d1 белая ладья · e1 белый король · h1 белая ладья | a8 чёрная ладья · b8 чёрный конь · c8 чёрный слон · e8 чёрный король · h8 чёрная ладья · b7 чёрная пешка · d7 чёрный конь · f7 чёрная пешка · g7 чёрная пешка · a6 чёрная пешка · e6 чёрная пешка · h6 чёрная пешка · c5 чёрный слон · d5 чёрный ферзь · c4 белый слон · d4 белый конь · e4 белый конь · c3 белая пешка · e3 белый ферзь · g3 белый слон · g2 белая пешка · h2 белая пешка · d1 белая ладья · e1 белый король · h1 белая ладья | a8 чёрная ладья · b8 чёрный конь · c8 чёрный слон · e8 чёрный король · h8 чёрная ладья · b7 чёрная пешка · d7 чёрный конь · f7 чёрная пешка · g7 чёрная пешка · a6 чёрная пешка · e6 чёрная пешка · h6 чёрная пешка · c5 чёрный слон · d5 чёрный ферзь · c4 белый слон · d4 белый конь · e4 белый конь · c3 белая пешка · e3 белый ферзь · g3 белый слон · g2 белая пешка · h2 белая пешка · d1 белая ладья · e1 белый король · h1 белая ладья | 7 |
| 6 | a8 чёрная ладья · b8 чёрный конь · c8 чёрный слон · e8 чёрный король · h8 чёрная ладья · b7 чёрная пешка · d7 чёрный конь · f7 чёрная пешка · g7 чёрная пешка · a6 чёрная пешка · e6 чёрная пешка · h6 чёрная пешка · c5 чёрный слон · d5 чёрный ферзь · c4 белый слон · d4 белый конь · e4 белый конь · c3 белая пешка · e3 белый ферзь · g3 белый слон · g2 белая пешка · h2 белая пешка · d1 белая ладья · e1 белый король · h1 белая ладья | a8 чёрная ладья · b8 чёрный конь · c8 чёрный слон · e8 чёрный король · h8 чёрная ладья · b7 чёрная пешка · d7 чёрный конь · f7 чёрная пешка · g7 чёрная пешка · a6 чёрная пешка · e6 чёрная пешка · h6 чёрная пешка · c5 чёрный слон · d5 чёрный ферзь · c4 белый слон · d4 белый конь · e4 белый конь · c3 белая пешка · e3 белый ферзь · g3 белый слон · g2 белая пешка · h2 белая пешка · d1 белая ладья · e1 белый король · h1 белая ладья | a8 чёрная ладья · b8 чёрный конь · c8 чёрный слон · e8 чёрный король · h8 чёрная ладья · b7 чёрная пешка · d7 чёрный конь · f7 чёрная пешка · g7 чёрная пешка · a6 чёрная пешка · e6 чёрная пешка · h6 чёрная пешка · c5 чёрный слон · d5 чёрный ферзь · c4 белый слон · d4 белый конь · e4 белый конь · c3 белая пешка · e3 белый ферзь · g3 белый слон · g2 белая пешка · h2 белая пешка · d1 белая ладья · e1 белый король · h1 белая ладья | a8 чёрная ладья · b8 чёрный конь · c8 чёрный слон · e8 чёрный король · h8 чёрная ладья · b7 чёрная пешка · d7 чёрный конь · f7 чёрная пешка · g7 чёрная пешка · a6 чёрная пешка · e6 чёрная пешка · h6 чёрная пешка · c5 чёрный слон · d5 чёрный ферзь · c4 белый слон · d4 белый конь · e4 белый конь · c3 белая пешка · e3 белый ферзь · g3 белый слон · g2 белая пешка · h2 белая пешка · d1 белая ладья · e1 белый король · h1 белая ладья | a8 чёрная ладья · b8 чёрный конь · c8 чёрный слон · e8 чёрный король · h8 чёрная ладья · b7 чёрная пешка · d7 чёрный конь · f7 чёрная пешка · g7 чёрная пешка · a6 чёрная пешка · e6 чёрная пешка · h6 чёрная пешка · c5 чёрный слон · d5 чёрный ферзь · c4 белый слон · d4 белый конь · e4 белый конь · c3 белая пешка · e3 белый ферзь · g3 белый слон · g2 белая пешка · h2 белая пешка · d1 белая ладья · e1 белый король · h1 белая ладья | a8 чёрная ладья · b8 чёрный конь · c8 чёрный слон · e8 чёрный король · h8 чёрная ладья · b7 чёрная пешка · d7 чёрный конь · f7 чёрная пешка · g7 чёрная пешка · a6 чёрная пешка · e6 чёрная пешка · h6 чёрная пешка · c5 чёрный слон · d5 чёрный ферзь · c4 белый слон · d4 белый конь · e4 белый конь · c3 белая пешка · e3 белый ферзь · g3 белый слон · g2 белая пешка · h2 белая пешка · d1 белая ладья · e1 белый король · h1 белая ладья | a8 чёрная ладья · b8 чёрный конь · c8 чёрный слон · e8 чёрный король · h8 чёрная ладья · b7 чёрная пешка · d7 чёрный конь · f7 чёрная пешка · g7 чёрная пешка · a6 чёрная пешка · e6 чёрная пешка · h6 чёрная пешка · c5 чёрный слон · d5 чёрный ферзь · c4 белый слон · d4 белый конь · e4 белый конь · c3 белая пешка · e3 белый ферзь · g3 белый слон · g2 белая пешка · h2 белая пешка · d1 белая ладья · e1 белый король · h1 белая ладья | a8 чёрная ладья · b8 чёрный конь · c8 чёрный слон · e8 чёрный король · h8 чёрная ладья · b7 чёрная пешка · d7 чёрный конь · f7 чёрная пешка · g7 чёрная пешка · a6 чёрная пешка · e6 чёрная пешка · h6 чёрная пешка · c5 чёрный слон · d5 чёрный ферзь · c4 белый слон · d4 белый конь · e4 белый конь · c3 белая пешка · e3 белый ферзь · g3 белый слон · g2 белая пешка · h2 белая пешка · d1 белая ладья · e1 белый король · h1 белая ладья | 6 |
| 5 | a8 чёрная ладья · b8 чёрный конь · c8 чёрный слон · e8 чёрный король · h8 чёрная ладья · b7 чёрная пешка · d7 чёрный конь · f7 чёрная пешка · g7 чёрная пешка · a6 чёрная пешка · e6 чёрная пешка · h6 чёрная пешка · c5 чёрный слон · d5 чёрный ферзь · c4 белый слон · d4 белый конь · e4 белый конь · c3 белая пешка · e3 белый ферзь · g3 белый слон · g2 белая пешка · h2 белая пешка · d1 белая ладья · e1 белый король · h1 белая ладья | a8 чёрная ладья · b8 чёрный конь · c8 чёрный слон · e8 чёрный король · h8 чёрная ладья · b7 чёрная пешка · d7 чёрный конь · f7 чёрная пешка · g7 чёрная пешка · a6 чёрная пешка · e6 чёрная пешка · h6 чёрная пешка · c5 чёрный слон · d5 чёрный ферзь · c4 белый слон · d4 белый конь · e4 белый конь · c3 белая пешка · e3 белый ферзь · g3 белый слон · g2 белая пешка · h2 белая пешка · d1 белая ладья · e1 белый король · h1 белая ладья | a8 чёрная ладья · b8 чёрный конь · c8 чёрный слон · e8 чёрный король · h8 чёрная ладья · b7 чёрная пешка · d7 чёрный конь · f7 чёрная пешка · g7 чёрная пешка · a6 чёрная пешка · e6 чёрная пешка · h6 чёрная пешка · c5 чёрный слон · d5 чёрный ферзь · c4 белый слон · d4 белый конь · e4 белый конь · c3 белая пешка · e3 белый ферзь · g3 белый слон · g2 белая пешка · h2 белая пешка · d1 белая ладья · e1 белый король · h1 белая ладья | a8 чёрная ладья · b8 чёрный конь · c8 чёрный слон · e8 чёрный король · h8 чёрная ладья · b7 чёрная пешка · d7 чёрный конь · f7 чёрная пешка · g7 чёрная пешка · a6 чёрная пешка · e6 чёрная пешка · h6 чёрная пешка · c5 чёрный слон · d5 чёрный ферзь · c4 белый слон · d4 белый конь · e4 белый конь · c3 белая пешка · e3 белый ферзь · g3 белый слон · g2 белая пешка · h2 белая пешка · d1 белая ладья · e1 белый король · h1 белая ладья | a8 чёрная ладья · b8 чёрный конь · c8 чёрный слон · e8 чёрный король · h8 чёрная ладья · b7 чёрная пешка · d7 чёрный конь · f7 чёрная пешка · g7 чёрная пешка · a6 чёрная пешка · e6 чёрная пешка · h6 чёрная пешка · c5 чёрный слон · d5 чёрный ферзь · c4 белый слон · d4 белый конь · e4 белый конь · c3 белая пешка · e3 белый ферзь · g3 белый слон · g2 белая пешка · h2 белая пешка · d1 белая ладья · e1 белый король · h1 белая ладья | a8 чёрная ладья · b8 чёрный конь · c8 чёрный слон · e8 чёрный король · h8 чёрная ладья · b7 чёрная пешка · d7 чёрный конь · f7 чёрная пешка · g7 чёрная пешка · a6 чёрная пешка · e6 чёрная пешка · h6 чёрная пешка · c5 чёрный слон · d5 чёрный ферзь · c4 белый слон · d4 белый конь · e4 белый конь · c3 белая пешка · e3 белый ферзь · g3 белый слон · g2 белая пешка · h2 белая пешка · d1 белая ладья · e1 белый король · h1 белая ладья | a8 чёрная ладья · b8 чёрный конь · c8 чёрный слон · e8 чёрный король · h8 чёрная ладья · b7 чёрная пешка · d7 чёрный конь · f7 чёрная пешка · g7 чёрная пешка · a6 чёрная пешка · e6 чёрная пешка · h6 чёрная пешка · c5 чёрный слон · d5 чёрный ферзь · c4 белый слон · d4 белый конь · e4 белый конь · c3 белая пешка · e3 белый ферзь · g3 белый слон · g2 белая пешка · h2 белая пешка · d1 белая ладья · e1 белый король · h1 белая ладья | a8 чёрная ладья · b8 чёрный конь · c8 чёрный слон · e8 чёрный король · h8 чёрная ладья · b7 чёрная пешка · d7 чёрный конь · f7 чёрная пешка · g7 чёрная пешка · a6 чёрная пешка · e6 чёрная пешка · h6 чёрная пешка · c5 чёрный слон · d5 чёрный ферзь · c4 белый слон · d4 белый конь · e4 белый конь · c3 белая пешка · e3 белый ферзь · g3 белый слон · g2 белая пешка · h2 белая пешка · d1 белая ладья · e1 белый король · h1 белая ладья | 5 |
| 4 | a8 чёрная ладья · b8 чёрный конь · c8 чёрный слон · e8 чёрный король · h8 чёрная ладья · b7 чёрная пешка · d7 чёрный конь · f7 чёрная пешка · g7 чёрная пешка · a6 чёрная пешка · e6 чёрная пешка · h6 чёрная пешка · c5 чёрный слон · d5 чёрный ферзь · c4 белый слон · d4 белый конь · e4 белый конь · c3 белая пешка · e3 белый ферзь · g3 белый слон · g2 белая пешка · h2 белая пешка · d1 белая ладья · e1 белый король · h1 белая ладья | a8 чёрная ладья · b8 чёрный конь · c8 чёрный слон · e8 чёрный король · h8 чёрная ладья · b7 чёрная пешка · d7 чёрный конь · f7 чёрная пешка · g7 чёрная пешка · a6 чёрная пешка · e6 чёрная пешка · h6 чёрная пешка · c5 чёрный слон · d5 чёрный ферзь · c4 белый слон · d4 белый конь · e4 белый конь · c3 белая пешка · e3 белый ферзь · g3 белый слон · g2 белая пешка · h2 белая пешка · d1 белая ладья · e1 белый король · h1 белая ладья | a8 чёрная ладья · b8 чёрный конь · c8 чёрный слон · e8 чёрный король · h8 чёрная ладья · b7 чёрная пешка · d7 чёрный конь · f7 чёрная пешка · g7 чёрная пешка · a6 чёрная пешка · e6 чёрная пешка · h6 чёрная пешка · c5 чёрный слон · d5 чёрный ферзь · c4 белый слон · d4 белый конь · e4 белый конь · c3 белая пешка · e3 белый ферзь · g3 белый слон · g2 белая пешка · h2 белая пешка · d1 белая ладья · e1 белый король · h1 белая ладья | a8 чёрная ладья · b8 чёрный конь · c8 чёрный слон · e8 чёрный король · h8 чёрная ладья · b7 чёрная пешка · d7 чёрный конь · f7 чёрная пешка · g7 чёрная пешка · a6 чёрная пешка · e6 чёрная пешка · h6 чёрная пешка · c5 чёрный слон · d5 чёрный ферзь · c4 белый слон · d4 белый конь · e4 белый конь · c3 белая пешка · e3 белый ферзь · g3 белый слон · g2 белая пешка · h2 белая пешка · d1 белая ладья · e1 белый король · h1 белая ладья | a8 чёрная ладья · b8 чёрный конь · c8 чёрный слон · e8 чёрный король · h8 чёрная ладья · b7 чёрная пешка · d7 чёрный конь · f7 чёрная пешка · g7 чёрная пешка · a6 чёрная пешка · e6 чёрная пешка · h6 чёрная пешка · c5 чёрный слон · d5 чёрный ферзь · c4 белый слон · d4 белый конь · e4 белый конь · c3 белая пешка · e3 белый ферзь · g3 белый слон · g2 белая пешка · h2 белая пешка · d1 белая ладья · e1 белый король · h1 белая ладья | a8 чёрная ладья · b8 чёрный конь · c8 чёрный слон · e8 чёрный король · h8 чёрная ладья · b7 чёрная пешка · d7 чёрный конь · f7 чёрная пешка · g7 чёрная пешка · a6 чёрная пешка · e6 чёрная пешка · h6 чёрная пешка · c5 чёрный слон · d5 чёрный ферзь · c4 белый слон · d4 белый конь · e4 белый конь · c3 белая пешка · e3 белый ферзь · g3 белый слон · g2 белая пешка · h2 белая пешка · d1 белая ладья · e1 белый король · h1 белая ладья | a8 чёрная ладья · b8 чёрный конь · c8 чёрный слон · e8 чёрный король · h8 чёрная ладья · b7 чёрная пешка · d7 чёрный конь · f7 чёрная пешка · g7 чёрная пешка · a6 чёрная пешка · e6 чёрная пешка · h6 чёрная пешка · c5 чёрный слон · d5 чёрный ферзь · c4 белый слон · d4 белый конь · e4 белый конь · c3 белая пешка · e3 белый ферзь · g3 белый слон · g2 белая пешка · h2 белая пешка · d1 белая ладья · e1 белый король · h1 белая ладья | a8 чёрная ладья · b8 чёрный конь · c8 чёрный слон · e8 чёрный король · h8 чёрная ладья · b7 чёрная пешка · d7 чёрный конь · f7 чёрная пешка · g7 чёрная пешка · a6 чёрная пешка · e6 чёрная пешка · h6 чёрная пешка · c5 чёрный слон · d5 чёрный ферзь · c4 белый слон · d4 белый конь · e4 белый конь · c3 белая пешка · e3 белый ферзь · g3 белый слон · g2 белая пешка · h2 белая пешка · d1 белая ладья · e1 белый король · h1 белая ладья | 4 |
| 3 | a8 чёрная ладья · b8 чёрный конь · c8 чёрный слон · e8 чёрный король · h8 чёрная ладья · b7 чёрная пешка · d7 чёрный конь · f7 чёрная пешка · g7 чёрная пешка · a6 чёрная пешка · e6 чёрная пешка · h6 чёрная пешка · c5 чёрный слон · d5 чёрный ферзь · c4 белый слон · d4 белый конь · e4 белый конь · c3 белая пешка · e3 белый ферзь · g3 белый слон · g2 белая пешка · h2 белая пешка · d1 белая ладья · e1 белый король · h1 белая ладья | a8 чёрная ладья · b8 чёрный конь · c8 чёрный слон · e8 чёрный король · h8 чёрная ладья · b7 чёрная пешка · d7 чёрный конь · f7 чёрная пешка · g7 чёрная пешка · a6 чёрная пешка · e6 чёрная пешка · h6 чёрная пешка · c5 чёрный слон · d5 чёрный ферзь · c4 белый слон · d4 белый конь · e4 белый конь · c3 белая пешка · e3 белый ферзь · g3 белый слон · g2 белая пешка · h2 белая пешка · d1 белая ладья · e1 белый король · h1 белая ладья | a8 чёрная ладья · b8 чёрный конь · c8 чёрный слон · e8 чёрный король · h8 чёрная ладья · b7 чёрная пешка · d7 чёрный конь · f7 чёрная пешка · g7 чёрная пешка · a6 чёрная пешка · e6 чёрная пешка · h6 чёрная пешка · c5 чёрный слон · d5 чёрный ферзь · c4 белый слон · d4 белый конь · e4 белый конь · c3 белая пешка · e3 белый ферзь · g3 белый слон · g2 белая пешка · h2 белая пешка · d1 белая ладья · e1 белый король · h1 белая ладья | a8 чёрная ладья · b8 чёрный конь · c8 чёрный слон · e8 чёрный король · h8 чёрная ладья · b7 чёрная пешка · d7 чёрный конь · f7 чёрная пешка · g7 чёрная пешка · a6 чёрная пешка · e6 чёрная пешка · h6 чёрная пешка · c5 чёрный слон · d5 чёрный ферзь · c4 белый слон · d4 белый конь · e4 белый конь · c3 белая пешка · e3 белый ферзь · g3 белый слон · g2 белая пешка · h2 белая пешка · d1 белая ладья · e1 белый король · h1 белая ладья | a8 чёрная ладья · b8 чёрный конь · c8 чёрный слон · e8 чёрный король · h8 чёрная ладья · b7 чёрная пешка · d7 чёрный конь · f7 чёрная пешка · g7 чёрная пешка · a6 чёрная пешка · e6 чёрная пешка · h6 чёрная пешка · c5 чёрный слон · d5 чёрный ферзь · c4 белый слон · d4 белый конь · e4 белый конь · c3 белая пешка · e3 белый ферзь · g3 белый слон · g2 белая пешка · h2 белая пешка · d1 белая ладья · e1 белый король · h1 белая ладья | a8 чёрная ладья · b8 чёрный конь · c8 чёрный слон · e8 чёрный король · h8 чёрная ладья · b7 чёрная пешка · d7 чёрный конь · f7 чёрная пешка · g7 чёрная пешка · a6 чёрная пешка · e6 чёрная пешка · h6 чёрная пешка · c5 чёрный слон · d5 чёрный ферзь · c4 белый слон · d4 белый конь · e4 белый конь · c3 белая пешка · e3 белый ферзь · g3 белый слон · g2 белая пешка · h2 белая пешка · d1 белая ладья · e1 белый король · h1 белая ладья | a8 чёрная ладья · b8 чёрный конь · c8 чёрный слон · e8 чёрный король · h8 чёрная ладья · b7 чёрная пешка · d7 чёрный конь · f7 чёрная пешка · g7 чёрная пешка · a6 чёрная пешка · e6 чёрная пешка · h6 чёрная пешка · c5 чёрный слон · d5 чёрный ферзь · c4 белый слон · d4 белый конь · e4 белый конь · c3 белая пешка · e3 белый ферзь · g3 белый слон · g2 белая пешка · h2 белая пешка · d1 белая ладья · e1 белый король · h1 белая ладья | a8 чёрная ладья · b8 чёрный конь · c8 чёрный слон · e8 чёрный король · h8 чёрная ладья · b7 чёрная пешка · d7 чёрный конь · f7 чёрная пешка · g7 чёрная пешка · a6 чёрная пешка · e6 чёрная пешка · h6 чёрная пешка · c5 чёрный слон · d5 чёрный ферзь · c4 белый слон · d4 белый конь · e4 белый конь · c3 белая пешка · e3 белый ферзь · g3 белый слон · g2 белая пешка · h2 белая пешка · d1 белая ладья · e1 белый король · h1 белая ладья | 3 |
| 2 | a8 чёрная ладья · b8 чёрный конь · c8 чёрный слон · e8 чёрный король · h8 чёрная ладья · b7 чёрная пешка · d7 чёрный конь · f7 чёрная пешка · g7 чёрная пешка · a6 чёрная пешка · e6 чёрная пешка · h6 чёрная пешка · c5 чёрный слон · d5 чёрный ферзь · c4 белый слон · d4 белый конь · e4 белый конь · c3 белая пешка · e3 белый ферзь · g3 белый слон · g2 белая пешка · h2 белая пешка · d1 белая ладья · e1 белый король · h1 белая ладья | a8 чёрная ладья · b8 чёрный конь · c8 чёрный слон · e8 чёрный король · h8 чёрная ладья · b7 чёрная пешка · d7 чёрный конь · f7 чёрная пешка · g7 чёрная пешка · a6 чёрная пешка · e6 чёрная пешка · h6 чёрная пешка · c5 чёрный слон · d5 чёрный ферзь · c4 белый слон · d4 белый конь · e4 белый конь · c3 белая пешка · e3 белый ферзь · g3 белый слон · g2 белая пешка · h2 белая пешка · d1 белая ладья · e1 белый король · h1 белая ладья | a8 чёрная ладья · b8 чёрный конь · c8 чёрный слон · e8 чёрный король · h8 чёрная ладья · b7 чёрная пешка · d7 чёрный конь · f7 чёрная пешка · g7 чёрная пешка · a6 чёрная пешка · e6 чёрная пешка · h6 чёрная пешка · c5 чёрный слон · d5 чёрный ферзь · c4 белый слон · d4 белый конь · e4 белый конь · c3 белая пешка · e3 белый ферзь · g3 белый слон · g2 белая пешка · h2 белая пешка · d1 белая ладья · e1 белый король · h1 белая ладья | a8 чёрная ладья · b8 чёрный конь · c8 чёрный слон · e8 чёрный король · h8 чёрная ладья · b7 чёрная пешка · d7 чёрный конь · f7 чёрная пешка · g7 чёрная пешка · a6 чёрная пешка · e6 чёрная пешка · h6 чёрная пешка · c5 чёрный слон · d5 чёрный ферзь · c4 белый слон · d4 белый конь · e4 белый конь · c3 белая пешка · e3 белый ферзь · g3 белый слон · g2 белая пешка · h2 белая пешка · d1 белая ладья · e1 белый король · h1 белая ладья | a8 чёрная ладья · b8 чёрный конь · c8 чёрный слон · e8 чёрный король · h8 чёрная ладья · b7 чёрная пешка · d7 чёрный конь · f7 чёрная пешка · g7 чёрная пешка · a6 чёрная пешка · e6 чёрная пешка · h6 чёрная пешка · c5 чёрный слон · d5 чёрный ферзь · c4 белый слон · d4 белый конь · e4 белый конь · c3 белая пешка · e3 белый ферзь · g3 белый слон · g2 белая пешка · h2 белая пешка · d1 белая ладья · e1 белый король · h1 белая ладья | a8 чёрная ладья · b8 чёрный конь · c8 чёрный слон · e8 чёрный король · h8 чёрная ладья · b7 чёрная пешка · d7 чёрный конь · f7 чёрная пешка · g7 чёрная пешка · a6 чёрная пешка · e6 чёрная пешка · h6 чёрная пешка · c5 чёрный слон · d5 чёрный ферзь · c4 белый слон · d4 белый конь · e4 белый конь · c3 белая пешка · e3 белый ферзь · g3 белый слон · g2 белая пешка · h2 белая пешка · d1 белая ладья · e1 белый король · h1 белая ладья | a8 чёрная ладья · b8 чёрный конь · c8 чёрный слон · e8 чёрный король · h8 чёрная ладья · b7 чёрная пешка · d7 чёрный конь · f7 чёрная пешка · g7 чёрная пешка · a6 чёрная пешка · e6 чёрная пешка · h6 чёрная пешка · c5 чёрный слон · d5 чёрный ферзь · c4 белый слон · d4 белый конь · e4 белый конь · c3 белая пешка · e3 белый ферзь · g3 белый слон · g2 белая пешка · h2 белая пешка · d1 белая ладья · e1 белый король · h1 белая ладья | a8 чёрная ладья · b8 чёрный конь · c8 чёрный слон · e8 чёрный король · h8 чёрная ладья · b7 чёрная пешка · d7 чёрный конь · f7 чёрная пешка · g7 чёрная пешка · a6 чёрная пешка · e6 чёрная пешка · h6 чёрная пешка · c5 чёрный слон · d5 чёрный ферзь · c4 белый слон · d4 белый конь · e4 белый конь · c3 белая пешка · e3 белый ферзь · g3 белый слон · g2 белая пешка · h2 белая пешка · d1 белая ладья · e1 белый король · h1 белая ладья | 2 |
| 1 | a8 чёрная ладья · b8 чёрный конь · c8 чёрный слон · e8 чёрный король · h8 чёрная ладья · b7 чёрная пешка · d7 чёрный конь · f7 чёрная пешка · g7 чёрная пешка · a6 чёрная пешка · e6 чёрная пешка · h6 чёрная пешка · c5 чёрный слон · d5 чёрный ферзь · c4 белый слон · d4 белый конь · e4 белый конь · c3 белая пешка · e3 белый ферзь · g3 белый слон · g2 белая пешка · h2 белая пешка · d1 белая ладья · e1 белый король · h1 белая ладья | a8 чёрная ладья · b8 чёрный конь · c8 чёрный слон · e8 чёрный король · h8 чёрная ладья · b7 чёрная пешка · d7 чёрный конь · f7 чёрная пешка · g7 чёрная пешка · a6 чёрная пешка · e6 чёрная пешка · h6 чёрная пешка · c5 чёрный слон · d5 чёрный ферзь · c4 белый слон · d4 белый конь · e4 белый конь · c3 белая пешка · e3 белый ферзь · g3 белый слон · g2 белая пешка · h2 белая пешка · d1 белая ладья · e1 белый король · h1 белая ладья | a8 чёрная ладья · b8 чёрный конь · c8 чёрный слон · e8 чёрный король · h8 чёрная ладья · b7 чёрная пешка · d7 чёрный конь · f7 чёрная пешка · g7 чёрная пешка · a6 чёрная пешка · e6 чёрная пешка · h6 чёрная пешка · c5 чёрный слон · d5 чёрный ферзь · c4 белый слон · d4 белый конь · e4 белый конь · c3 белая пешка · e3 белый ферзь · g3 белый слон · g2 белая пешка · h2 белая пешка · d1 белая ладья · e1 белый король · h1 белая ладья | a8 чёрная ладья · b8 чёрный конь · c8 чёрный слон · e8 чёрный король · h8 чёрная ладья · b7 чёрная пешка · d7 чёрный конь · f7 чёрная пешка · g7 чёрная пешка · a6 чёрная пешка · e6 чёрная пешка · h6 чёрная пешка · c5 чёрный слон · d5 чёрный ферзь · c4 белый слон · d4 белый конь · e4 белый конь · c3 белая пешка · e3 белый ферзь · g3 белый слон · g2 белая пешка · h2 белая пешка · d1 белая ладья · e1 белый король · h1 белая ладья | a8 чёрная ладья · b8 чёрный конь · c8 чёрный слон · e8 чёрный король · h8 чёрная ладья · b7 чёрная пешка · d7 чёрный конь · f7 чёрная пешка · g7 чёрная пешка · a6 чёрная пешка · e6 чёрная пешка · h6 чёрная пешка · c5 чёрный слон · d5 чёрный ферзь · c4 белый слон · d4 белый конь · e4 белый конь · c3 белая пешка · e3 белый ферзь · g3 белый слон · g2 белая пешка · h2 белая пешка · d1 белая ладья · e1 белый король · h1 белая ладья | a8 чёрная ладья · b8 чёрный конь · c8 чёрный слон · e8 чёрный король · h8 чёрная ладья · b7 чёрная пешка · d7 чёрный конь · f7 чёрная пешка · g7 чёрная пешка · a6 чёрная пешка · e6 чёрная пешка · h6 чёрная пешка · c5 чёрный слон · d5 чёрный ферзь · c4 белый слон · d4 белый конь · e4 белый конь · c3 белая пешка · e3 белый ферзь · g3 белый слон · g2 белая пешка · h2 белая пешка · d1 белая ладья · e1 белый король · h1 белая ладья | a8 чёрная ладья · b8 чёрный конь · c8 чёрный слон · e8 чёрный король · h8 чёрная ладья · b7 чёрная пешка · d7 чёрный конь · f7 чёрная пешка · g7 чёрная пешка · a6 чёрная пешка · e6 чёрная пешка · h6 чёрная пешка · c5 чёрный слон · d5 чёрный ферзь · c4 белый слон · d4 белый конь · e4 белый конь · c3 белая пешка · e3 белый ферзь · g3 белый слон · g2 белая пешка · h2 белая пешка · d1 белая ладья · e1 белый король · h1 белая ладья | a8 чёрная ладья · b8 чёрный конь · c8 чёрный слон · e8 чёрный король · h8 чёрная ладья · b7 чёрная пешка · d7 чёрный конь · f7 чёрная пешка · g7 чёрная пешка · a6 чёрная пешка · e6 чёрная пешка · h6 чёрная пешка · c5 чёрный слон · d5 чёрный ферзь · c4 белый слон · d4 белый конь · e4 белый конь · c3 белая пешка · e3 белый ферзь · g3 белый слон · g2 белая пешка · h2 белая пешка · d1 белая ладья · e1 белый король · h1 белая ладья | 1 |
|   | a | b | c | d | e | f | g | h |   |

Каруана предпочитает атакующий, динамичный стиль игры. В дебюте часто жертвует пешку за неочевидную инициативу, в более поздних стадияx партии — не меняет ферзей. Отмечается сходство ведения стратегической борьбы Каруаной и Ботвинником, его называют «Ботвинником 2.0» и сравнивают с мастерами эпохи романтических шахмат XIX века.
В третьем туре турнира претендентов 2020—2021 Каруана играл с Дин Лижэнем, который начал турнир с двух поражений. Каруана подготовил острый вариант в славянской защите и применил новинку, почти не думая, а Дин Лижэнь — наоборот, к 17-му ходу потратил почти 1,5 часа времени. В будущем инициативы Каруаны не хватило, и Дин Лижэнь смог выиграть.
Победа над Вашье-Лагравом в 8-м туре турнира претендентов 2020—2021 подтвердила высочайший уровень подготовки Каруаны. Максим Вашье-Лаграв готовился в варианте Найдорфа, не играл в онлайн-турнирах, чтобы не показать свои идеи.
К 15-му ходу Каруана ради инициативы пожертвовал 2 пешки, а на 18-м ходу, подумав несколько секунд, пожертвовал слона. Вашье-Лаграв задумался на 27 минут и вернул фигуру, сделав второй по силе ход. В будущем Каруана выиграл качество, и получилась примерно равная позиция, где Каруана долго мучал Вашье-Лаграва, который находился в цейтноте, и в итоге смог победить.

Помимо атакующего и стратегического стиля, Каруана владеет навыками в динамических позициях и тех, в которых требуется защищаться.

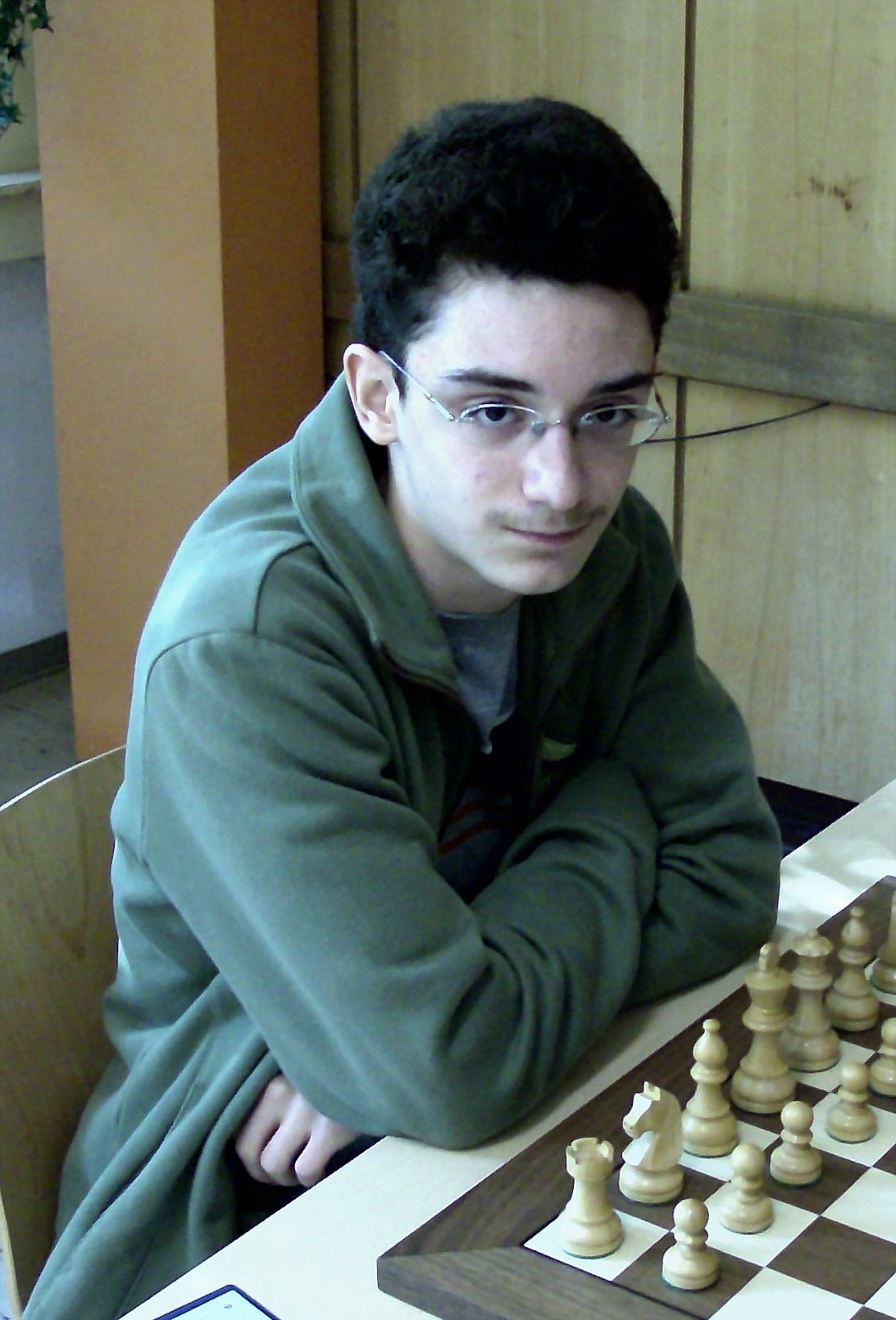
На чемпионате Италии, 2008

## Спортивные результаты

### Классика

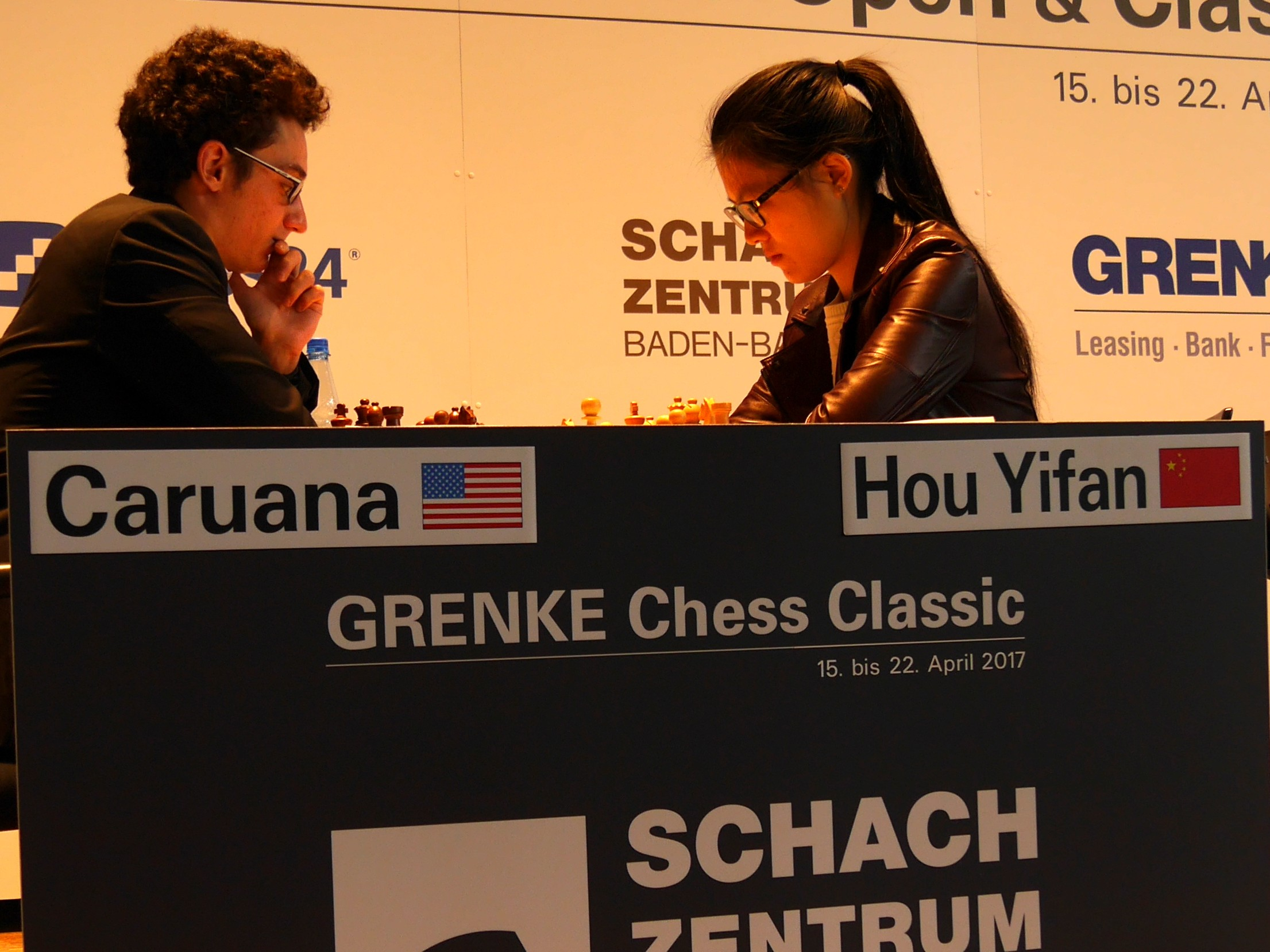
Партия с Хоу Ифань на Баден-Бадене, 2017

| Год                        | Город               | Турнир                                           | +            | −            | =            | Очки      | Место   | Перфоманс | Ист.            |
| -------------------------- | ------------------- | ------------------------------------------------ | ------------ | ------------ | ------------ | --------- | ------- | --------- | --------------- |
| Турниры претендентов       |                     |                                                  |              |              |              |           |         |           |                 |
| 2016                       | Москва              | ТП 2016                                          | 2            | 1            | 11           | 7½ из 14  | —       | 2804      | [ 62 ]          |
| 2018                       | Берлин              | ТП 2018                                          | 5            | 1            | 8            | 9 из 14   | Gold    | 2888      | [ 63 ]          |
| 2020—2021                  | Екатеринбург        | ТП 2020                                          | 3            | 2            | 9            | 7½ из 14  | 4       | 2764      | [ 64 ]          |
| 2022                       | Мадрид              | ТП 2022                                          | 3            | 4            | 7            | 6½ из 14  | 5       | 2741      | [ 65 ]          |
| 2024                       | Торонто             | ТП 2024                                          | 4            | 1            | 9            | 8½ из 14  | 4       | 2817      | [ 66 ]          |
| Национальные чемпионаты    |                     |                                                  |              |              |              |           |         |           |                 |
| 2006                       | Кремона             | 66-й чемпионат Италии                            | 6            | 1            | 4            | 8 из 11   | —       | 2590      | [ 67 ]          |
| 2007                       | Мартина-Франка      | 67-й чемпионат Италии                            | 9            | 1            | 1            | 9½ из 11  | Gold    | 2729      | [ 68 ]          |
| 2008                       | Мартина-Франка      | 68-й чемпионат Италии                            | 7            | 2            | 2            | 8 из 11   | Gold    | 2606      | [ 69 ]          |
| 2010                       | Сиена               | 70-й чемпионат Италии                            | 7            | 0            | 4            | 9 из 11   | Gold    | 2727      | [ 70 ]          |
| 2011                       | Перуджа             | 71-й чемпионат Италии                            | 9            | 0            | 2            | 10 из 11  | Gold    | 2843      | [ 71 ]          |
| 2016                       | Сент-Луис           | Чемпионат США 2016                               | 6            | 0            | 5            | 8½ из 11  | Gold    | 2854      | [ 72 ]          |
| 2017                       | Сент-Луис           | Чемпионат США 2017                               | 4            | 2            | 5            | 6½ из 11  | Bronze  | 2738      | [ 73 ]          |
| 2018                       | Сент-Луис           | Чемпионат США 2018                               | 6            | 1            | 4            | 8 из 11   | [ 74 ]  | 2837      | [ 75 ]          |
| 2019                       | Сент-Луис           | Чемпионат США 2019                               | 4            | 0            | 7            | 7½ из 11  | Bronze  | 2802      | [ 76 ]          |
| 2021                       | Сент-Луис           | Чемпионат США 2021                               | 4            | 2            | 5            | 6½ из 11  | Silver  | 2733      | [ 77 ]          |
| 2022                       | Сент-Луис           | Чемпионат США 2022                               | 4            | 0            | 9            | 8½ из 13  | Gold    | 2776      | [ 78 ]          |
| 2023                       | Сент-Луис           | Чемпионат США 2023                               | 5            | 0            | 6            | 8 из 11   | Gold    | 2848      | [ 79 ]          |
| 2024                       | Сент-Луис           | Чемпионат США 2024                               | 4            | 0            | 6            | 7 из 10   | Gold    | 2864      | [ 80 ]          |
| 2022                       | Сент-Луис           | Кубок Америки 2022                               |              |              |              |           | Gold    | 2825      | [ 81 ]          |
| 2023                       | Сент-Луис           | Кубок Америки 2023                               |              |              |              |           | 5-6     | 2732      | [ 82 ]          |
| 2024                       | Сент-Луис           | Кубок Америки 2024                               |              |              |              |           | 4       | 2792      | [ 83 ]          |
| 2025                       | Сент-Луис           | Кубок Америки 2025                               |              |              |              |           | Silver  | 2765      |                 |
| Супертурниры в Вейк-ан-Зее |                     |                                                  |              |              |              |           |         |           |                 |
| 2010                       | Вейк-ан-Зее         | Вейк-ан-Зее 2010                                 | 1            | 3            | 9            | 5½ из 13  | 10      | 2666      | [ 84 ]          |
| 2012                       | Вейк-ан-Зее         | Вейк-ан-Зее 2012                                 | 4            | 1            | 8            | 8 из 13   | —4      | 2843      | [ 85 ] [ 86 ]   |
| 2013                       | Вейк-ан-Зее         | Вейк-ан-Зее 2013                                 | 2            | 5            | 6            | 5 из 13   | 12      | 2642      | [ 87 ]          |
| 2014                       | Вейк-ан-Зее         | Вейк-ан-Зее 2014                                 | 4            | 3            | 4            | 6 из 11   | 4—6     | 2775      | [ 88 ]          |
| 2015                       | Вейк-ан-Зее         | Вейк-ан-Зее 2015                                 | 4            | 3            | 6            | 7 из 13   | 7       | 2769      | [ 89 ]          |
| 2016                       | Вейк-ан-Зее         | Вейк-ан-Зее 2016                                 | 5            | 2            | 6            | 8 из 13   | Silver  | 2831      | [ 90 ]          |
| 2018                       | Вейк-ан-Зее         | Вейк-ан-Зее 2018                                 | 1            | 4            | 8            | 5 из 13   | 11      | 2659      | [ 91 ]          |
| 2020                       | Вейк-ан-Зее         | Вейк-ан-Зее 2020                                 | 7            | 0            | 6            | 10 из 13  | Gold    | 2945      | [ 92 ]          |
| 2021                       | Вейк-ан-Зее         | Вейк-ан-Зее 2021                                 | 3            | 0            | 10           | 8 из 13   | 4       | 2804      | [ 93 ]          |
| 2022                       | Вейк-ан-Зее         | Вейк-ан-Зее 2022                                 | 3            | 3            | 7            | 6½ из 13  | 7—8     | 2733      | [ 94 ]          |
| 2023                       | Вейк-ан-Зее         | Вейк-ан-Зее 2023                                 | 2            | 1            | 10           | 7 из 13   | 5       | 2768      | [ 95 ]          |
| 2025                       | Вейк-ан-Зее         | Вейк-ан-Зее 2025                                 | 2            | 3            | 8            | 6 из 13   | 8       | 2691      | [ 96 ]          |
| Супертурнир в Баден-Бадене |                     |                                                  |              |              |              |           |         |           |                 |
| 2013                       | Баден-Баден         | Баден-Баден 2013                                 | 3            | 1            | 6            | 6 из 10   | Silver  | 2778      | [ 97 ]          |
| 2015                       | Баден-Баден         | Баден-Баден 2015                                 | 1            | 0            | 6            | 4 из 7    | —4      | 2791      | [ 98 ]          |
| 2017                       | Баден-Баден         | Баден-Баден 2017                                 | 2            | 1            | 4            | 4 из 7    | —       | 2767      | [ 99 ]          |
| 2018                       | Баден-Баден         | Баден-Баден 2018                                 | 4            | 0            | 5            | 6½ из 9   | Gold    | 2896      | [ 100 ]         |
| 2019                       | Баден-Баден         | Баден-Баден 2019                                 | 3            | 0            | 6            | 6 из 9    | Silver  | 2838      | [ 101 ]         |
| Супертурнир в Бухаресте    |                     |                                                  |              |              |              |           |         |           |                 |
| 2012                       | Бухарест            | Kings Tournament                                 | 0            | 0            | 6            | 3 из 6    | Bronze  | 2736      | [ 102 ]         |
| 2013                       | Бухарест            | Kings Tournament                                 | 3            | 1            | 4            | 5 из 8    | Gold    | 2815      | [ 103 ]         |
| 2021                       | Бухарест            | Бухарест 2021                                    | 1            | 2            | 6            | 4 из 9    | 7—8     | 2700      |                 |
| 2022                       | Бухарест            | Бухарест 2022                                    | 1            | 1            | 4            | 4½ из 9   | 5       | 2759      |                 |
| 2023                       | Бухарест            | Бухарест 2023                                    | 2            | 0            | 7            | 5½ из 9   | Gold    | 2836      |                 |
| 2024                       | Бухарест            | Бухарест 2024                                    | 2            | 1            | 6            | 5 из 9    | -4      | 2787      | [ 104 ]         |
| 2025                       | Бухарест            | Бухарест 2025                                    | 1            | 0            | 8            | 5 из 9    | 4       | 2788      |                 |
| Супертурнир в Ставангере   |                     |                                                  |              |              |              |           |         |           |                 |
| 2014                       | Ставангер           | Ставангер 2014                                   | 2            | 2            | 5            | 4½ из 9   | 4—5     | 2771      | [ 105 ]         |
| 2015                       | Ставангер           | Ставангер 2015                                   | 1            | 2            | 6            | 4 из 9    | 5       | 2736      | [ 106 ]         |
| 2017                       | Ставангер           | Ставангер 2017                                   | 1            | 1            | 7            | 4½ из 9   | 4—6     | 2796      | [ 107 ]         |
| 2018                       | Ставангер           | Ставангер 2018                                   | 3            | 1            | 4            | 5 из 8    | Gold    | 2882      | [ 108 ]         |
| 2019                       | Ставангер           | Ставангер 2019                                   | 2            | 1            | 6            | 10 из 18  | 4       | 2823      | [ 109 ]         |
| 2020                       | Ставангер           | Ставангер 2020                                   | 3            | 2            | 5            | 15½ из 30 | 4       | 2786      | [ 110 ]         |
| 2023                       | Ставангер           | Ставангер 2023                                   | 4            | 2            | 3            | 16 из 27  | Silver  | 2834      | [ 111 ]         |
| 2024                       | Ставангер           | Ставангер 2024                                   | 1            | 2            | 7            | 11½ из 30 | 5       | 2738      | [ 112 ]         |
| 2023                       | Ставангер           | Ставангер 2025                                   | 4            | 3            | 3            | 15½ из 27 | Silver  | 2830      |                 |
| Супертурнир в Дортмунде    |                     |                                                  |              |              |              |           |         |           |                 |
| 2012                       | Дортмунд            | Дортмунд 2012                                    | 4            | 1            | 4            | 6 из 9    | Gold    | 2829      | [ 113 ] [ 114 ] |
| 2013                       | Дортмунд            | Дортмунд 2013                                    | 2            | 3            | 4            | 4 из 9    | 4       | 2656      |                 |
| 2014                       | Дортмунд            | Дортмунд 2014                                    | 4            | 0            | 3            | 5½ из 7   | Gold    | 2935      | [ 19 ] [ 115 ]  |
| 2015                       | Дортмунд            | Дортмунд 2015                                    | 5            | 1            | 1            | 5½ из 7   | Gold    | 2942      | [ 116 ]         |
| 2016                       | Дортмунд            | Дортмунд 2016                                    | 2            | 1            | 4            | 4 из 7    | —4      | 2770      |                 |
| 2023                       | Дортмунд            | Дортмунд 2023                                    | 3            | 1            | 2            | 4 из 6    | Gold    |           | [ 117 ]         |
| Супертурнир в Сент-Луисе   |                     |                                                  |              |              |              |           |         |           |                 |
| 2014                       | Сент-Луис           | Сент-Луис 2014                                   | 7            | 0            | 3            | 8½ из 10  | Gold    | 3098      | [ 118 ]         |
| 2015                       | Сент-Луис           | Сент-Луис 2015                                   | 1            | 3            | 5            | 3½ из 9   | 8—9     | 2713      | [ 119 ]         |
| 2016                       | Сент-Луис           | Сент-Луис 2016                                   | 1            | 0            | 8            | 5 из 9    | —5      | 2818      | [ 120 ]         |
| 2017                       | Сент-Луис           | Сент-Луис 2017                                   | 1            | 2            | 6            | 4 из 9    | 7       | 2747      | [ 121 ]         |
| 2018                       | Сент-Луис           | Сент-Луис 2018                                   | 2            | 0            | 7            | 5½ из 9   | —       | 2864      | [ 122 ]         |
| 2019                       | Сент-Луис           | Сент-Луис 2019                                   | 1            | 1            | 9            | 5½ из 11  | 5—8     | 2779      | [ 123 ]         |
| 2021                       | Сент-Луис           | Сент-Луис 2021                                   | 3            | 1            | 5            | 5½ из 9   | —4      | 2815      | [ 124 ]         |
| 2022                       | Сент-Луис           | Сент-Луис 2022                                   | 2            | 1            | 5            | 4½ из 8   | —4      | 2799      | [ 125 ]         |
| 2023                       | Сент-Луис           | Сент-Луис 2023                                   | 3            | 0            | 5            | 5½ из 8   | Gold    | 2892      | [ 41 ]          |
| 2024                       | Сент-Луис           | Сент-Луис 2024                                   | 3            | 1            | 5            | 5½ из 9   | Silver  | 2831      | [ 126 ]         |
| Большая швейцарка ФИДЕ     |                     |                                                  |              |              |              |           |         |           |                 |
| 2019                       | Остров Мэн          | БШ 2019                                          | 5            | 0            | 6            | 8 из 11   | —       | 2888      | [ 127 ]         |
| 2021                       | Рига                | БШ 2021                                          | 4            | 0            | 7            | 7½ из 11  | Silver  | 2807      | [ 128 ]         |
| 2023                       | Остров Мэн          | БШ 2023                                          | 4            | 1            | 6            | 7 из 11   | 10      | 2781      | [ 129 ]         |
| Гран-при ФИДЕ              |                     |                                                  |              |              |              |           |         |           |                 |
| 2012 /2013                 | Ташкент             | Гран-при Ташкент 2012                            | 3            | 2            | 6            | 6 из 11   | 4—6     | 2780      |                 |
| 2012 /2013                 | Париж               | Гран-при Париж 2012                              | 4            | 1            | 6            | 7 из 11   | —       | 2840      | [ 130 ]         |
| 2012 /2013                 | Салоники            | Гран-при Салоники 2013                           | 5            | 1            | 5            | 7½ из 10  | —       | 2884      | [ 131 ]         |
| 2012 /2013                 | Цуг                 | Гран-при Цуг 2013                                | 3            | 2            | 6            | 6 из 11   | —4      | 2785      | [ 132 ]         |
| 2014                       | Баку                | Гран-при Баку 2014                               | 4            | 2            | 5            | 6½ из 11  | —       | 2808      | [ 133 ]         |
| 2014                       | Ташкент             | Гран-при Ташкент 2014                            | 2            | 1            | 8            | 6 из 11   | 4—7     | 2780      |                 |
| 2015                       | Ханты-Мансийск      | Гран-при Ханты-Мансийск 2015                     | 3            | 1            | 7            | 6½ из 11  | —       | 2816      | [ 134 ]         |
| Супертурнир в Лондоне      |                     |                                                  |              |              |              |           |         |           |                 |
| 2014                       | Лондон              | Лондон 2014                                      | 0            | 1            | 4            | 4 из 15   | 6       | 2698      | [ 135 ]         |
| 2015                       | Лондон              | Лондон 2015                                      | 0            | 0            | 9            | 4½ из 9   | 5—7     | 2784      | [ 136 ]         |
| 2016                       | Лондон              | Лондон 2016                                      | 2            | 0            | 7            | 5½ из 9   | Silver  | 2861      | [ 137 ]         |
| 2017                       | Лондон              | Лондон 2017                                      | 3            | 0            | 6            | 6 из 9    | [ К 4 ] | 2901      | [ 138 ]         |
| 2018                       | Лондон              | Лондон 2018                                      | на выбывание | на выбывание | на выбывание | выбыл     | [ К 5 ] | 2756      | [ 139 ]         |
| Прочие турниры             |                     |                                                  |              |              |              |           |         |           |                 |
| 2007                       | Ираклион            | Командный Чемпионат Европы                       | 1            | 1            | 6            | 4         | 16      | 2566      |                 |
| 2007                       | Флиссинген          |                                                  |              |              |              |           |         | 2715      | [ 140 ]         |
| 2008                       | Вейк-анн-Зее        | Corus C                                          | 9            | 2            | 2            | 10 из 13  | Gold    | 2696      | [ 22 ]          |
| 2008                       | Адг                 | 8-й закрытый турнир по рапиду                    | На выбывание | На выбывание | На выбывание | выбыл     | [ 141 ] | 2866      | [ 142 ]         |
| 2009                       | Рогашка-Слатина     | Кубок Митропы 2009                               | 5            | 1            | 2            | 6 из      | Gold    | 2729      |                 |
| 2009                       | Нови-Сад            | Командный Чемпионат Европы                       | 4            | 1            | 3            | 5½        | 4       | 2751      |                 |
| 2010                       | Реджо-Эмилия        | Реджо-Эмилия 2009/2010                           | 3            | 1            | 5            | 5½ из 9   | Bronze  | 2701      |                 |
| 2010                       | Германия            | Бундеслига 2010                                  | 2            | 0            | 0            | 2 из 2    |         |           |                 |
| 2010                       | Риека               | 11-й чемпионат Европы                            | 4            | 3            | 4            | 6 из 11   | 10      | 2616      |                 |
| 2010                       | Дагомыс             | 17-й Клубный кубок России                        | 2            | 1            | 5            | 4½ из 7   | 23      | 2684      |                 |
| 2010                       | Арвье               | CIS Serie master                                 | 3            | 0            | 3            | 4½ из 6   | 5       | 2811      |                 |
| 2010                       | Чур                 | Mitropacup 2010                                  | 5            | 0            | 3            | 6½ из 8   | Gold    | 2780      |                 |
| 2010                       | Бадахос             | Magistral ruy lopes                              | 3            | 1            | 3            | 4½ из 7   | Bronze  | 2690      |                 |
| 2010                       | Биль (город)        | Биль 2010                                        | 2            | 0            | 7            | 5½ из 9   | Gold    | 2734      | [ 143 ]         |
| 2010                       | Амстердам           | nh chess tournament 2010                         | 2            | 2            | 6            | 5 из 10   | 5       | 2684      |                 |
| 2010                       | Бискайя             | CTO DE ESPAÑA POR EQUIPOS DIVISION DE HONOR 2010 | 1            | 0            | 1            |           |         |           |                 |
| 2010                       | Пловдив             | Клубный кубок Европы                             | 2            | 0            | 5            | 4½ из 7   | 50      | 2733      |                 |
| 2010                       | Швейцария           | Командный Чемпионат Швейцарии по SMM 2010        | 5            | 0            | 2            | 6 из 7    | 19      | 2811      |                 |
| 2011                       | Нью-Дели            | AAI GM                                           | 5            | 1            | 4            | 7 из 10   | Gold    | 2800      | [ 144 ]         |
| 2011                       | Порто-Каррас        | Командный чемпионат Европы                       | 3            | 1            | 4            | 5         | 14      | 2705      |                 |
| 2011                       | Гибралтар           |                                                  |              |              |              |           |         |           |                 |
| 2012                       | Реджо-Эмилия        | Реджо-Эмилия 2011/2012                           | 4            | 3            | 3            | 5½ из 10  | —4      | 2784      |                 |
| 2012                       | Москва              | Аэрофлот Опен 2012                               | 5            | 2            | 2            | 6 из 9    | 4—8     | 2772      |                 |
| 2012                       | Рейкьявик           | Рейкьявик Опен                                   | 6            | 0            | 3            | 7½ из 9   | Gold    | 2777      | [ 145 ]         |
| 2012                       | Пловдив             | 13-й чемпионат Европы                            | 4            | 1            | 6            | 7 из 11   | 38      | 2720      |                 |
| 2012                       | Арвье               | 44 CIS — SERIE MASTER                            | 3            | 1            | 2            | 4 из 6    | 10      | 2643      |                 |
| 2012                       | Мальмё              | SIGEMAN & CO                                     | 4            | 0            | 3            | 5½ из 7   | Gold    | 2857      |                 |
| 2012                       | Москва              | Мемориал Таля 2012                               | 3            | 2            | 4            | 5 из 7    | —       | 2820      |                 |
| 2012                       | Рио-Ахайас          | Командный кубок Греции 2012 «Финал четырёх»      | 1            | 0            | 0            |           |         |           |                 |
| 2012                       | Рио-Ахайас          | Командный чемпионат Греции (А)                   | 1            | 1            | 3            | 2½ из 5   |         | 2634      |                 |
| 2012                       | Швейцария           | Командный чемпионат Швейцарии                    | 2            | 0            | 3            | 3½        |         | 2725      |                 |
| 2012                       | Бильбао             | Бильбао 2012                                     | 4            | 1            | 5            | 17        | [ 146 ] | 2892      | [ 147 ]         |
| 2012                       | Гирбалтар           | Gibraltar Masters                                | 6            | 2            | 2            | 7 из 10   | 5       | 2681      | [ 148 ]         |
| 2012                       | Мальмё              | Sigeman & Co                                     |              |              |              | 5½ из 7   | Gold    |           | [ 149 ]         |
| 2013                       | Цюрих               | Цюрих 2013                                       | 2            | 0            | 4            | 4 из 6    | Gold    | 2902      | [ 150 ]         |
| 2013                       | Лоо                 | 20 russian championship                          | 3            | 2            | 2            | 4 из 7    |         | 2771      |                 |
| 2013                       | Москва              | Мемориал Таля 2013                               | 3            | 2            | 4            | 5 из 9    | Bronze  | 2821      |                 |
| 2013                       | Родос               | Клубный чемпионат Европы                         | 0            | 1            | 5            | 2½        |         | 2658      |                 |
| 2013                       | Варшава             | Командный чемпионат Европы                       | 4            | 1            | 4            | 6 из 9    | 4       | 2774      |                 |
| 2014                       | Цюрих               | Цюрих 2014                                       | 1            | 1            | 3            | 5         | Silver  | 2805      |                 |
| 2014                       | Шамкир              | Шамкир 2014                                      | 3            | 2            | 5            | 5½ из 10  | Silver  | 2816      |                 |
| 2014                       | Кондино             | ITA-chT 46th                                     | 2            | 0            | 1            | 2½        |         | 2885      |                 |
| 2014                       | Бильбао             | Клубный чемпионат Европы 2014                    | 4            | 0            | 2            | 5 из 6    |         | 2896      |                 |
| 2015                       | Цюрих               | Цюрих 2015                                       | 0            | 1            | 4            | 5½        | 6       | 2705      |                 |
| 2015                       | Шамкир              | Мемориал Гашимова 2015                           | 2            | 1            | 6            | 5 из 9    | —4      | 2813      |                 |
| 2015                       | Лас-Вегас           | 2015 Millionaire Chess Open                      | 5            | 0            | 4            | 7 из 9    | —4      | 2759      |                 |
| 2015                       | Скопье              | Клубный кубок Европы 2015                        | 2            | 1            | 3            | 3½        |         | 2747      |                 |
| 2016                       | Шамкир              | Шамкир 2016                                      | 4            | 1            | 4            | 6 из 9    | Silver  | 2853      |                 |
| 2016                       | Дуглас (остров Мэн) | Isle of Man Masters Tournament 2016              | 6            | 0            | 3            | 7½ из 9   | —       | 2908      |                 |
| 2016                       | Германия            | Бундеслига 2016/2017 раунды 5-6                  | 1            | 0            | 1            | 1½ из 2   |         |           |                 |
| 2017                       | Гибралтар           | Гибралтар 2017                                   | 5            | 1            | 4            | 7 из 10   | 10      | 2709      |                 |
| 2017                       | Германия            | Бундеслига 2016/2017 раунды 14-15                | 2            | 0            | 0            | 2 из 2    |         |           |                 |
| 2017                       | Дуглас (остров Мэн) | Isle of Man Masters Tournament 2017              | 5            | 1            | 3            | 6½ из 9   | 4—12    | 2831      |                 |
| 2019                       |                     | Бундеслига 2019                                  | 0            | 1            | 2            |           | ?       |           |                 |
| 2019                       | Загреб              | Загреб 2019                                      | 2            | 1            | 8            | 6 из 11   | —4      | 2814      |                 |
| 2020                       |                     | Финал Бундеслиги 2020                            | 2            | 1            | 2            | -         | ?       | 2714      |                 |
| 2022                       | Германия            | Бундеслига 2022                                  | 1            | 0            | 3            |           |         | 2792      |                 |
| 2024                       | Шарлотт             | US Masters 2024                                  | 8            | 1            | 0            | 8 из 9    | Gold    | 2829      | [ 44 ]          |
| 2024                       | Сент-Луис           | 2024 Saint Louis Masters                         | 5            | 1            | 3            | 6½ из 9   | -       | 2746      | [ 45 ]          |

### Рапид
| Год  | Город         | Турнир                                            | + | −  | = | Результат           | Место  | Перфоманс |
| ---- | ------------- | ------------------------------------------------- | - | -- | - | ------------------- | ------ | --------- |
| 2013 | Лондон        | Лондон 2013 Рапид                                 | 5 | 0  | 1 | 16 из 18            | Gold   | 3061      |
| 2014 | Цюрих         | Цюрих 2014 Рапид                                  | 3 | 0  | 2 | 4 из 5              | Gold   | 3035      |
| 2014 | Дубай         | Чемпионат мира по рапиду 2014                     | 8 | 2  | 5 | 10½ из 15           | Silver | 2884      |
| 2014 | Лондон        | Лондон 2014 Рапид                                 | 7 | 1  | 2 | 8 из 10             | —6     | 2742      |
| 2015 | Цюрих         | Цюрих 2015 Рапид                                  | 1 | 3  | 1 | 1½ из 5             | 6      | 2661      |
| 2016 | Париж         | Париж 2016                                        | 1 | 6  | 2 | 4 из 18             | 9—10   | 2547      |
| 2016 | Лёвен         | Лёвен 2016                                        | 3 | 3  | 3 | 9 из 18             | 5      | 2767      |
| 2017 | Париж         | Париж 2017                                        | 0 | 6  | 3 | 3 из 18             | 10     | 2512      |
| 2017 | Сент-Луис     | Сент-Луис 2017 рапид                              | 4 | 2  | 3 | 11 из 18            | -      | 2867      |
| 2017 | Тбилиси       | Кубок мира 2017 рапид                             | 2 | 1  | 3 | турнир на выбывание |        | 2697      |
| 2017 | Сент-Луис     | 2017 Champions Showdown — Каруана vs Грищук       | 2 | 3  | 5 | 4½ из 10            | Silver | 2793      |
| 2017 | Лондон        | Лондон 2017 (Тай-Брейк)                           | 0 | 0  | 2 | 1 из 2              | Gold   | 2780      |
| 2018 | Лёвен         | Your Next Move Grand Chess Tour rapid 2018        | 3 | 5  | 1 | 7 из 18             | 8      | 2702      |
| 2018 | Париж         | Paris Grand Chess Tour rapid 2018                 | 2 | 3  | 4 | 8 из 18             | 7      | 2776      |
| 2018 | Сент-Луис     | Сент-Луис 2018 (рапид)                            | 3 | 1  | 5 | 9 из 18             | 4-6    | 2908      |
| 2018 | Сент-Луис     | Grand Chess Tour 2018 (Тай-Брейк) с Со            | 1 | 0  | 1 | 1½ из 2             | Gold   | 3045      |
| 2018 | Лондон        | Лондон 2018                                       | 1 | 1  | 2 | 2 из 4              | Bronze | 2823      |
| 2019 | Сент-Луис     | 2019 Champions Showdown — Каруана vs Харикришна   | 7 | 1  | 4 | 9 из 12             | -      | 2904      |
| 2019 | Сан-Франциско | 2019 Mechanics' Institute Club Rapid Championship | 4 | 0  | 1 | 4½ из 5             | Gold   | 2859      |
| 2019 | Париж         | Paris Grand Chess Tour rapid 2019                 | 3 | 3  | 3 | 9 из 18             | 5—6    | 2776      |
| 2019 | Сент-Луис     | Сент-Луис 2019 Рапид                              | 2 | 3  | 4 | 8 из 18             | 5-8    | 2739      |
| 2019 | Бухарест      | Romania Grand Chess Tour rapid 2019               | 3 | 4  | 2 | 8 из 18             | 7-9    | 2716      |
| 2021 | Париж         | Paris Grand Chess Tour rapid 2021                 | 1 | 2  | 6 | 8 из 18             | 6-9    | 2707      |
| 2021 | Сент-Луис     | Сент-Луис 2021 Рапид                              | 5 | 3  | 1 | 11 из18             | —      | 2824      |
| 2021 | Сент-Луис     | Чемпионат США 2021 (Тай-брейк)                    | 1 | 1  | 0 | 1 из 2              | Silver | 2682      |
| 2021 | Баку          | Мемориал Гашимова 2021                            | 6 | 3  | 5 | 8½ из 14            | -      | 2750      |
| 2021 | Варшава       | Чемпионат мира по рапиду 2021                     | 7 | 1  | 5 | 9½ из 13            | 4      | 2815      |
| 2022 | Сент-Луис     | Кубок Америки 2022 Рапид                          | 2 | 0  | 2 | турнир на выбывание | Gold   | 2851      |
| 2022 | Варшава       | Poland Superbet rapid 2022                        | 2 | 2  | 5 | 9 из 18             | 6      | 2684      |
| 2022 | Сент-Луис     | Сент-Луис 2022 Рапид                              | 2 | 3  | 4 | 8 из 18             | 7-9    | 2687      |
| 2022 | Алматы        | Чемпионат мира по рапиду 2022                     | 7 | 1  | 5 | 9½ из 13            | Bronze | 2814      |
| 2023 | Сент-Луис     | Кубок Америки 2023 Рапид                          | 3 | 3  | 2 | турнир на выбывание | 5—6    | 2704      |
| 2023 | Хорватия      | Grand chess tour 2023 Хорватия                    | 4 | 1  | 4 | 12 из 18            | —      | 2842      |
| 2023 | Баку          | Кубок мира 2023 Рапид                             | 4 | 1  | 3 | турнир на выбывание | Bronze | 2708      |
| 2023 | Дюссельдорф   | FIDE World Rapid Team Championship 2023           | 7 | 0  | 5 | 9½ из 12            | —      | 2791      |
| 2023 | Сент-Луис     | Сент-Луис 2023 Рапид                              | 2 | 1  | 5 | 10 из 18            | —      | 2744      |
| 2023 | Торонто       | Champions Chess Tour Finals 2023                  | 6 | 10 | 8 | 10 из 24            | Bronze | 2695      |
| 2023 | Самарканд     | Чемпионат мира по рапиду 2023                     | 7 | 2  | 4 | 9 из 13             | —14    | 2682      |
| 2024 | США           | FREE FIDE MONDAY #2 — RAPID                       | 3 | 1  | 0 | 3 из 4              | —4     | 2516      |
| 2024 | Сент-Луис     | Кубок Америки 2024 Рапид                          | 3 | 2  | 6 | Турнир на выбывание | 4      | 2759      |
| 2024 | США           | FREE FIDE MONDAY #3 — RAPID                       | 4 | 0  | 0 | 4 из 4              | Gold   | 3328      |
| 2024 | Бухарест      | Бухарест 2024 (Тай-брейк)                         | 3 | 0  | 0 | 3 из 3              | Gold   | 3493      |
| 2024 | Хорватия      | Grand chess tour 2024 Хорватия                    | 6 | 0  | 3 | 15 из 18            | Gold   | 2977      |
| 2024 | Сент-Луис     | Сент-Луис 2024 Рапид                              | 2 | 3  | 4 | 8 из 18             | 8-9    | 2688      |
| 2024 | Нью-Йорк      | Чемпионат мира по рапиду 2024                     | 6 | 2  | 5 | 8½ из 13            | 15     | 2693      |

### Блиц
| Год  | Город     | Турнир                                                                      | +            | −            | =            | Результат           | Место | Перфоманс |
| ---- | --------- | --------------------------------------------------------------------------- | ------------ | ------------ | ------------ | ------------------- | ----- | --------- |
| 2012 | Москва    | Кубок группы компаний «РЕГИОН» — Блицтурнир                                 | 12           | 4            | 1            | 12½ из 17           | 7-10  | 2705      |
| 2012 | Москва    | Мемориал Таля 2012                                                          | 1            | 6            | 2            | 2 из 9              | 10    | 2557      |
| 2013 | Москва    | Мемориал Таля 2013                                                          | 2            | 6            | 1            | 2½ из 9             | 10    | 2630      |
| 2014 | Ставангер | Ставангер 2014 Блицтурнир                                                   | 2            | 4            | 3            | 3½ из 9             | 8     | 2687      |
| 2014 | Дубай     | Чемпионат мира по блицу 2014                                                | 10           | 8            | 3            | 11½ из 21           | 35—41 | 2695      |
| 2014 | Лондон    | Лондон 2014 Блиц                                                            | 3            | 6            | 0            | 3 из 9              | 6     | 2635      |
| 2015 | Ставангер | Ставангер 2015 Блицтурнир                                                   | 2            | 6            | 1            | 2½ из 9             | 9     | 2626      |
| 2016 | Париж     | Париж 2016                                                                  | 9            | 7            | 2            | 10 из 18            | 4-5   | 2835      |
| 2016 | Лёвен     | Лёвен 2016                                                                  | 6            | 7            | 5            | 8½ из 18            | 8     | 2786      |
| 2017 | Ставангер | Ставангер 2017 Блицтурнир                                                   | 2            | 5            | 2            | 3 из 9              | 8     | 2678      |
| 2017 | Париж     | Париж 2017                                                                  | 9            | 5            | 4            | 11 из 18            | 2-3   | 2881      |
| 2017 | Сент-Луис | Сент-Луис 2017 Блиц                                                         | 5            | 12           | 1            | 5½ из 18            | 10    | 2650      |
| 2017 | Сент-Луис | 2017 Champions Showdown — Каруана vs Грищук                                 | 8            | 4            | 6            | 11 из 18            | 1     | 2881      |
| 2017 | Лондон    | Лондон 2017 (Тай-Брейк) с Непомнящим                                        | 1            | 0            | 1            | 1½ из 2             | 1     | 3003      |
| 2018 | Ставангер | Ставангер 2018 Блицтурнир                                                   | 4            | 4            | 1            | 4½ из 9             | 7     | 2832      |
| 2018 | Лёвен     | Your Next Move Grand Chess Tour Blitz 2018                                  | 3            | 8            | 7            | 6½ из 18            | 9     | 2720      |
| 2018 | Париж     | Paris Grand Chess Tour Blitz 2018                                           | 2            | 9            | 7            | 5½ из 18            | 10    | 2681      |
| 2018 | Сент-Луис | Сент-Луис 2018 Блиц                                                         | 6            | 6            | 6            | 9 из 18             | 4-6   | 2832      |
| 2018 | Лондон    | Лондон 2018                                                                 | на выбывание | на выбывание | на выбывание | выбыл               | 3     | 2787      |
| 2019 | Сент-Луис | 2019 Champions Showdown — Каруана vs Харикришна                             | 5            | 0            | 1            | 5½ из 6             | 1     | 3063      |
| 2019 | Берлин    | Internationales Emanuel-Lasker-Blitz-Turnier                                | 14           | 2            | 0            | 14 из 16            | 1     | 2794      |
| 2019 | Ставангер | Ставангер 2019 Блицтурнир                                                   | 2            | 5            | 2            | 3 из 9              | 8     | 2671      |
| 2019 | Париж     | Paris Grand Chess Tour Blitz 2019                                           | 9            | 7            | 2            | 10 из 18            | 4-5   | 2831      |
| 2019 | Сент-Луис | Сент-Луис 2019 Блиц                                                         | 5            | 9            | 4            | 7 из 18             | 8-9   | 2722      |
| 2019 | Румыния   | Romania Grand Chess Tour Blitz 2019                                         | 3            | 9            | 6            | 6 из 18             | 10    | 2643      |
| 2021 | Париж     | Paris Grand Chess Tour Blitz 2021                                           | 4            | 5            | 9            | 8½ из 18            | 7     | 2757      |
| 2021 | Сент-Луис | Сент-Луис 2021 Блиц                                                         | 7            | 5            | 6            | 10 из 18            | 3-4   | 2799      |
| 2021 | Рига      | Lindores Abbey Blitz in Honour of the 85th Anniversary of Mikhail Tal Birth | 10           | 1            | 7            | 13½ из 18           | 2-3   | 2849      |
| 2021 | Баку      | Мемориал Гашимова 2021                                                      | 7            | 1            | 6            | 10 из 14            | 1     | 2848      |
| 2021 | Варшава   | Чемпионат мира по блицу 2021                                                | 9            | 5            | 7            | 12½ из 21           | 24—40 | 2646      |
| 2022 | Сент-Луис | Кубок Америки 2022 Блиц                                                     | 6            | 0            | 3            | 7½ из 9             | 1-2   | 2901      |
| 2022 | Варшава   | 2022 Grand Chess Tour Superbet Blitz                                        | 12           | 2            | 4            | 14 из 18            | 1     | 2886      |
| 2022 | Сент-Луис | Сент-Луис 2022 Блиц                                                         | 8            | 4            | 6            | 11 из 18            | 3     | 2844      |
| 2022 | Алматы    | Чемпионат мира по блицу 2022                                                | 11           | 6            | 4            | 13 из 21            | 15—22 | 2721      |
| 2023 | Сент-Луис | Кубок Америки 2023 плей-офф                                                 | 1            | 1            | 0            | турнир на выбывание | 5-6   | 2809      |
| 2023 | Сент-Луис | Кубок Америки 2023 Блиц                                                     | 8            | 0            | 1            | 8½ из 9             | 1     | 3078      |
| 2023 | Ставангер | Ставангер 2023 Блицтурнир                                                   | 4            | 3            | 2            | 5 из 9              | 4     | 2797      |
| 2023 | Загреб    | 2023 Grand Chess Tour SuperUnited Rapid & Blitz Croatia                     | 7            | 6            | 5            | 9½ из 18            | 5-6   | 2747      |
| 2023 | Сент-Луис | Сент-Луис 2023 Блиц                                                         | 9            | 5            | 4            | 11 из 18            | 1-3   | 2821      |
| 2023 | Самарканд | Чемпионат мира по блицу 2023                                                | 11           | 6            | 4            | 13½ из 21           | 9—18  | 2699      |
| 2024 | Сент-Луис | FREE FIDE MONDAY #2 — blitz                                                 | 3            | 1            | 1            | 3½ из 5             | 4     | 2541      |
| 2024 | Сент-Луис | 1000GM St. Louis Super Blitz #1                                             | 7            | 3            | 0            | 7 из 10             | 1     | 2682      |
| 2024 | Сент-Луис | FREE FIDE MONDAY #3 — blitz                                                 | 4            | 0            | 1            | 4½ из 5             | 1-2   | 2866      |
| 2024 | Сент-Луис | Кубок Америки 2024 плей-офф                                                 | 2            | 3            | 1            | турнир на выбывание | 4     | 2667      |
| 2024 | Сент-Луис | Кубок Америки 2024 Блиц                                                     | 5            | 0            | 2            | 6 из 7              | 1     | 2916      |
| 2024 | Загреб    | 2024 Grand Chess Tour SuperUnited Rapid & Blitz Croatia                     | 10           | 4            | 4            | 12 из 18            | 3     | 2852      |
| 2024 | Сент-Луис | Сент-Луис 2024 блиц                                                         | 7            | 5            | 6            | 10 из 18            | 4     | 2803      |
| 2024 | Нью-Йорк  | Чемпионат мира по блицу 2024 1 этап                                         | 7            | 1            | 5            | 9½ из 13            | 2     | 2881      |

### Шахматы Фишера
| Год  | Город     | Турнир                                      | +            | −            | =            | Результат | Место |
| ---- | --------- | ------------------------------------------- | ------------ | ------------ | ------------ | --------- | ----- |
| 2019 | Берум     | Чемпионат мира ФИДЕ по шахматам Фишера 2019 |              |              |              | 5½ очков  | 4     |
| 2020 | Сент-Луис | Champions Chess Showdown 9LX 2020           | 4            | 2            | 3            | 5½ из 9   | 3-4   |
| 2021 | Сент-Луис | Champions Chess Showdown 9LX 2021           | 3            | 3            | 3            | 4½ из 9   | 6     |
| 2022 | Сент-Луис | Champions Chess Showdown 9LX 2022           | 6            | 2            | 1            | 6½ из 9   | 1     |
| 2023 | Сент-Луис | Champions Chess Showdown 9LX 2023           | 5            | 3            | 1            | 5½ из 9   | 5     |
| 2024 | Вангельс  | Вангельс 2024                               | на выбывание | на выбывание | на выбывание |           | 2     |
| 2024 | Сент-Луис | Champions Chess Showdown 9LX 2024           | 6            | 0            | 3            | 7½ из 9   | 1     |
| 2024 | Сингапур  | Матч против Магнуса Карлсена                | 0            | 1            | 1            | ½ из 2    | 2     |
| 2025 | Вангельс  | Вангельс 2025                               |              |              |              |           | 2     |
| 2025 | Париж     | Париж 2025                                  |              |              |              |           | 3     |
| 2025 | Карлсруэ  | Карлсруэ Опен 2025                          | 6            | 1            | 2            | 7 из 9    | 8     |
| 2025 | Лас-Вегас | Лас-Вегас 2025                              |              |              |              |           | 5     |

### Комментарии
1. ↑  Каруана победил в сетке выбывших.
2. ↑  Каруана в первом турне сенсационно проиграл Хоу Ифань.
3. ↑  Каруана победил Алирезу Фирузджу, Рамешбабу Прагнанандху и Гукеша Доммараджу на тай-брейке.
4. ↑  Каруана победил Яна Непомнящего на тай-брейке (2½—1½).
5. ↑  Проиграл в полуфинале Накамуре (10—18), но победил Ароняна в матче за 3 место (16—12).